# Sing meinen Song – Das Tauschkonzert
Sing meinen Song – Das Tauschkonzert ist eine Fernsehsendung, die seit April 2014 von VOX ausgestrahlt wird. Sie basiert auf der niederländischen Sendung Beste Zangers, die seit 2009 von TROS gezeigt wird. Die deutsche Ausgabe wird von Bildergarten Entertainment (2014 unter Schwartzkopff TV-Productions, bis 2021 unter Talpa Germany) produziert.

## Konzept
Sieben deutschsprachige Sänger aus verschiedenen Genres kommen an einem abgelegenen Ort zusammen. Jeder der ersten sieben Abende, die aufgezeichnet werden, ist einem der Musiker gewidmet. Die anderen sechs Interpreten singen jeweils in ihrem eigenen Stil ein Lied von ihm als Coverversion vor, mit Bandbegleitung, aber ohne weiteres Publikum. Vor jedem der Auftritte werden Ausschnitte aus den Originalvideos zum Vergleich gezeigt.
Die Musiker kommentieren die Lieder, negative Kritik wird aber nicht geübt. Zusätzlich singt der Interpret des Abends ein eigenes aktuelles Lied und kürt am Ende der Folge den Song des Abends, dessen Interpretation ihm am besten gefallen hat. In der abschließenden achten Folge singen die Musiker ausgewählte Lieder im Duett.
Der „Song des Abends“ wurde in den ersten vier Staffeln am nächsten Tag als Download-Single veröffentlicht. Dazu gibt es einen Sampler zur Staffel mit den besten Darbietungen aus den verschiedenen Folgen. Seit dem Album zur vierten Staffel sind erstmals alle Lieder auf der „Deluxe Version“ vorhanden. In der fünften Staffel wurden vor der Veröffentlichung des Samplers die Lieder der bereits ausgestrahlten Sendungen, ab dem Zeitpunkt der Ausstrahlung, als Download und Streaming zur Verfügung gestellt.

## Mitwirkende
| Staffel   | Gastgeber             | Teilnehmer          | Teilnehmer        | Teilnehmer            | Teilnehmer        | Teilnehmer         | Teilnehmer            | Teilnehmer |
| --------- | --------------------- | ------------------- | ----------------- | --------------------- | ----------------- | ------------------ | --------------------- | ---------- |
| 1 (2014)  | Xavier Naidoo         | Roger Cicero        | Sarah Connor      | Andreas Gabalier      | Gregor Meyle      | Sandra Nasić       | Sasha                 |            |
| 2 (2015)  | Xavier Naidoo         | Andreas Bourani     | Yvonne Catterfeld | Hartmut Engler        | Die Prinzen       | Christina Stürmer  | Daniel Wirtz          |            |
| 3 (2016)  | Xavier Naidoo         | The BossHoss        | Samy Deluxe       | Annett Louisan        | Nena              | Wolfgang Niedecken | Seven                 |            |
| 4 (2017)  | The BossHoss          | Mark Forster        | Gentleman         | Michael Patrick Kelly | Stefanie Kloß     | Lena Meyer-Landrut | Moses Pelham          |            |
| 5 (2018)  | Mark Forster          | Leslie Clio         | Rea Garvey        | Marian Gold           | Judith Holofernes | Mary Roos          | Johannes Strate       |            |
| 6 (2019)  | Michael Patrick Kelly | Jeanette Biedermann | Jennifer Haben    | Milow                 | Johannes Oerding  | Álvaro Soler       | Wincent Weiss         |            |
| 7 (2020)  | Michael Patrick Kelly | Ilse DeLange        | Max Giesinger     | LEA                   | MoTrip            | Jan Plewka         | Nico Santos           |            |
| 8 (2021)  | Johannes Oerding      | DJ BoBo             | Gentleman         | Stefanie Heinzmann    | Ian Hooper        | Joris              | Nura                  |            |
| 9 (2022)  | Johannes Oerding      | Clueso              | Elif              | Floor Jansen          | Kelvin Jones      | Lotte              | SDP                   |            |
| 10 (2023) | Johannes Oerding      | Clueso              | Stefanie Kloß     | LEA                   | Montez            | Alli Neumann       | Nico Santos           |            |
| 11 (2024) | Johannes Oerding      | Sammy Amara         | Tim Bendzko       | Eva Briegel           | Joy Denalane      | Emilio             | Eko Fresh             |            |
| 12 (2025) | Johannes Oerding      | Bosse               | Finch             | Madeline Juno         | Bojan Kalajdzic   | Mieze Katz         | Michael Patrick Kelly |            |

## Erste Staffel
Die acht Folgen der ersten Staffel wurden vom 22. April bis zum 10. Juni 2014 im wöchentlichen Rhythmus dienstags um 20:15 Uhr ausgestrahlt. Gastgeber war Xavier Naidoo, Drehort war ein Haus in der Nähe von Kapstadt, ein Bezug zu Naidoos südafrikanischen Wurzeln. Die weiteren Künstler waren Andreas Gabalier, Gregor Meyle, Roger Cicero, Sandra Nasić, Sarah Connor und Sasha. Die musikalische Begleitung übernahm die Musikgruppe Grosch’s Eleven.
Titellied der ersten Staffel war Und wenn dein Lied, eine textlich abgewandelte Version von Und wenn ein Lied der Söhne Mannheims.
Folgenübersicht: Der jeweilige Song des Abends ist grün unterlegt, dreimal wurden zwei Songs ausgewählt.

### Folge 1 – Sasha
22. April 2014
| Künstler         | Titel                          |
| ---------------- | ------------------------------ |
| Andreas Gabalier | Lucky Day                      |
| Sarah Connor     | I Feel Lonely                  |
| Gregor Meyle     | Turn It into Something Special |
| Sasha            | Cash & Cameras                 |
| Roger Cicero     | This Is My Time                |
| Sandra Nasić     | Hide & Seek                    |
| Xavier Naidoo    | If You Believe                 |

I Feel Lonely von Sarah Connor schaffte es anschließend auf Platz 44 der österreichischen Charts.

### Folge 2 – Sandra Nasić/Guano Apes
29. April 2014
| Künstler         | Titel                            |
| ---------------- | -------------------------------- |
| Sarah Connor     | You Can’t Stop Me (Guano Apes)   |
| Xavier Naidoo    | Quietly (Guano Apes)             |
| Andreas Gabalier | Lords of the Boards (Guano Apes) |
| Sandra Nasić     | Drowned in Destiny               |
| Gregor Meyle     | Sunday Lover (Guano Apes)        |
| Roger Cicero     | Oh What a Night (Guano Apes)     |
| Sasha            | Open Your Eyes (Guano Apes)      |

Sunday Lover von Gregor Meyle schaffte es anschließend auf Platz 33 der österreichischen Charts und stieg in der Folgewoche auf Platz 25. In Deutschland erreichte seine Version von Sunday Lover Platz 83.

### Folge 3 – Andreas Gabalier
6. Mai 2014
| Künstler         | Titel                    |
| ---------------- | ------------------------ |
| Roger Cicero     | I sing a Liad für di     |
| Sasha            | You’re Just Bein’ You    |
| Gregor Meyle     | So liab hob i di         |
| Andreas Gabalier | Man of Volks-Rock’n’Roll |
| Sandra Nasić     | Home Sweet Home          |
| Xavier Naidoo    | Amoi seg’ ma uns wieder  |
| Sarah Connor     | Zuckerpuppen             |

Neben dem Song des Abends Amoi seg’ ma uns wieder in der Version von Xavier Naidoo, der in Österreich auf Platz 3 und in Deutschland auf Platz 12 kam, stiegen anschließend auch mehrere Originale von Andreas Gabalier in die Charts ein. Neben Amoi seg’ ma uns wieder (AT Platz 4, DE Platz 18) kamen auch I sing a Liad für di, So liab hob i di und Zuckerpuppen in beiden Ländern in die Singlecharts. Und auch in den Albumcharts war der Steirer in der Woche nach der Ausstrahlung jeweils mit vier Alben vertreten. Sarah Connor schaffte es mit ihrer Version von Zuckerpuppen anschließend auf Platz 63 der deutschen Charts.

### Folge 4 – Roger Cicero
13. Mai 2014
| Künstler         | Titel                            |
| ---------------- | -------------------------------- |
| Sasha            | Zieh die Schuh aus               |
| Gregor Meyle     | Frauen regier’n die Welt         |
| Sandra Nasić     | In diesem Moment                 |
| Roger Cicero     | Wenn es morgen schon zu Ende wär |
| Xavier Naidoo    | Wovon träumst du nachts          |
| Sarah Connor     | Ich atme ein                     |
| Andreas Gabalier | Die Liste                        |

Zieh die Schuh aus von Sasha schaffte es anschließend auf Platz 21 der österreichischen Charts.

### Folge 5 – Sarah Connor
20. Mai 2014
| Künstler         | Titel                         |
| ---------------- | ----------------------------- |
| Andreas Gabalier | Let’s Get Back to Bed – Girl! |
| Sandra Nasić     | Bounce                        |
| Gregor Meyle     | Skin on Skin                  |
| Sarah Connor     | Unlove You                    |
| Sasha            | From Zero to Hero             |
| Roger Cicero     | Music Is the Key              |
| Xavier Naidoo    | From Sarah with Love          |

### Folge 6 – Gregor Meyle
27. Mai 2014
| Künstler         | Titel                  |
| ---------------- | ---------------------- |
| Xavier Naidoo    | Du bist das Licht      |
| Andreas Gabalier | Heute Nacht            |
| Sandra Nasić     | Niemand                |
| Gregor Meyle     | Hier spricht dein Herz |
| Roger Cicero     | So soll es sein        |
| Sarah Connor     | Keiner ist wie du      |
| Sasha            | Hörst du mich          |

Sarah Connor platzierte sich anschließend in den deutschsprachigen Ländern zwischen Platz 9 und Platz 22, Xavier Naidoo erreichte Platzierungen zwischen 44 und 52. Bis zu fünf Originale von Gregor Meyle waren in der darauffolgenden Woche in Deutschland, Österreich und der Schweiz ebenfalls in den Charts.

### Folge 7 – Xavier Naidoo
3. Juni 2014
| Künstler         | Titel                                      |
| ---------------- | ------------------------------------------ |
| Sandra Nasić     | 20.000 Meilen                              |
| Roger Cicero     | Wo willst du hin?                          |
| Sasha            | Bei meiner Seele                           |
| Xavier Naidoo    | Hört, hört                                 |
| Sarah Connor     | Nicht von dieser Welt                      |
| Andreas Gabalier | Dieser Weg                                 |
| Gregor Meyle     | Ich kenne nichts (das so schön ist wie du) |

### Folge 8 – Duette (Finale)
10. Juni 2014
| Künstler                           | Titel                    |
| ---------------------------------- | ------------------------ |
| Roger Cicero und Xavier Naidoo     | Wovon träumst du nachts? |
| Sarah Connor und Sasha             | From Zero to Hero        |
| Andreas Gabalier und Xavier Naidoo | Amoi seg’ ma uns wieder  |
| Sandra Nasić und Gregor Meyle      | Sunday Lover             |
| Sandra Nasić und Andreas Gabalier  | Lords of the Boards      |
| alle                               | Und wenn dein Lied       |

Zwischen den Auftritten wurden einige Ausschnitte aus den Solovorträgen der ersten sieben Sendungen gezeigt.

### Sonstiges
Nach Ausstrahlung der vierten Folge erschien am 16. Mai 2014 ein Album mit einer Auswahl von 15 Songs aus der Sendung. Die Download-Version enthält zusätzlich die Interpretationen I Feel Lonely von Sarah Connor und Zieh die Schuh aus von Sasha, also 17 Songs. In Österreich stieg der Sampler auf Platz eins ein und erreichte Goldstatus für 7.500 verkaufte Exemplare. In Deutschland stieg er in der zweiten Chartwoche ebenfalls auf Platz eins und erhielt Platinstatus für 200.000 verkaufte Exemplare. In der Schweiz stieg das Album Anfang Juni auf Platz drei der Charts ein. Eine Deluxe-Version des Albums mit weiteren Songs und einer DVD wurde drei Wochen später veröffentlicht.
Die erste Staffel erreichte in Deutschland überdurchschnittliche Zuschauerzahlen. Bis auf zwei Folgen, bei denen zeitgleich andere Sender Fußballübertragungen zeigten, lagen die Marktanteile deutlich über den etwa 5 Prozent, die der Sender VOX sonst im Mittel erreichte. In der sogenannten werberelevanten Gruppe (14- bis 49-Jährige) lag die Quote mehr als 3 Prozentpunkte über dem Senderschnitt. Der durchschnittliche Zuschaueranteil lag bei 6,6 Prozent, was 1,94 Millionen Zuschauern entsprach. Am erfolgreichsten war die Andreas Gabalier gewidmete dritte Folge, bei der 8 Prozent der Fernsehzuschauer die Sendung eingeschaltet hatten.

## Zweite Staffel
Die acht Folgen der zweiten Staffel wurden ab dem 19. Mai 2015 im wöchentlichen Rhythmus dienstags um 20:15 Uhr ausgestrahlt. Gastgeber war wieder Xavier Naidoo, der Drehort in der Nähe von Kapstadt war derselbe wie in der ersten Staffel. Die weiteren Künstler waren Andreas Bourani, Yvonne Catterfeld, Sebastian Krumbiegel und Tobias Künzel von den Prinzen, Hartmut Engler von Pur, Christina Stürmer und Daniel Wirtz. Die musikalische Begleitung übernahm wie in der ersten Staffel die Band Grosch’s Eleven.
Folgenübersicht: Der jeweilige Song des Abends ist grün unterlegt, sechsmal wurden zwei Songs ausgewählt.

### Folge 1 – Yvonne Catterfeld
19. Mai 2015
| Künstler          | Titel                           |
| ----------------- | ------------------------------- |
| Andreas Bourani   | Für dich                        |
| Daniel Wirtz      | Du hast mein Herz gebrochen     |
| Xavier Naidoo     | Die Zeit des Wartens            |
| Yvonne Catterfeld | Lieber so                       |
| Christina Stürmer | Pendel                          |
| Hartmut Engler    | Blau im Blau                    |
| Die Prinzen       | Erinner mich, dich zu vergessen |

Nach Folge 1 stand nur Bouranis Version von Für dich zum Download bereit, die sich aber nicht platzieren konnte. Dafür kam Yvonne Catterfeld mit Lieber so, dem Titelsong ihres 2013 erschienenen Albums in die Charts. Auch ihr Original von Pendel kehrte zumindest in Deutschland in die Charts zurück.

### Folge 2 – Andreas Bourani
26. Mai 2015
| Künstler          | Titel              |
| ----------------- | ------------------ |
| Die Prinzen       | Nur in meinem Kopf |
| Christina Stürmer | Wieder am Leben    |
| Hartmut Engler    | Eisberg            |
| Andreas Bourani   | Ultraleicht        |
| Yvonne Catterfeld | Hey                |
| Daniel Wirtz      | Auf anderen Wegen  |
| Xavier Naidoo     | Auf uns            |

Die Folge wurde in der Woche nach dem Finale des Eurovision Song Contest 2015 ausgestrahlt, der anschließend auch die Charts dominierte. Bouranis Original von Hey kam in die Hitparaden und erreichte Platzierungen zwischen 30 und 46 in den deutschsprachigen Ländern. Auf uns und Auf anderen Wegen befanden sich als aktuelle Songs noch in den Charts und konnten sich in dieser Woche jeweils um einige Plätze verbessern.

### Folge 3 – Die Prinzen
2. Juni 2015
| Künstler                        | Titel                                     |
| ------------------------------- | ----------------------------------------- |
| Christina Stürmer               | Alles nur geklaut                         |
| Hartmut Engler                  | (Du musst ein) Schwein sein               |
| Daniel Wirtz                    | Millionär                                 |
| Die Prinzen mit Andreas Bourani | Er steht im Regen                         |
| Xavier Naidoo                   | Deutschland                               |
| Yvonne Catterfeld               | Medley (Küssen verboten/Alles mit’m Mund) |
| Andreas Bourani                 | Schlaflied                                |

Nach Folge 3 stand nur Catterfelds Medley neu zum Download bereit, diese Folge brachte jedoch keine Neueinsteiger oder Rückkehrer in die Charts. Das neu veröffentlichte Familienalbum von den Prinzen stieg in dieser Woche auf Platz 9 der deutschen Albumcharts ein. Auch in Österreich und der Schweiz kam es in die Charts, bei den Eidgenossen lagen 20 Jahre zwischen dieser und der letzten Chartplatzierung der Band.

### Folge 4 – Christina Stürmer
9. Juni 2015
| Künstler          | Titel                |
| ----------------- | -------------------- |
| Hartmut Engler    | Millionen Lichter    |
| Yvonne Catterfeld | Ich lebe             |
| Daniel Wirtz      | Nie genug            |
| Christina Stürmer | Was wirklich bleibt  |
| Andreas Bourani   | Engel fliegen einsam |
| Xavier Naidoo     | Mitten unterm Jahr   |
| Die Prinzen       | Wir leben den Moment |

Zur Hälfte der Staffel erschien ein Sampler mit dem Titel Sing meinen Song – Das Tauschkonzert – Volume 2 mit 15 ausgewählten Songs aus allen Folgen. In Deutschland und Österreich stieg er auf Platz eins ein, in der Schweiz erreichte er Platz drei. Xavier Naidoos Version des Lieds Mitten unterm Jahr von Christina Stürmer war in allen Ländern erfolgreich, auch der aktuelle Stürmer-Song Was wirklich bleibt stieg in den Charts. Daneben platzierten sich bis zu vier weitere Songs aus dem Album als Einzeldownloads in den Charts. Yvonne Catterfelds Interpretation von Andreas Bouranis Lied Hey kam in Deutschland auf Platz 17 und in die Top 30 in Österreich und der Schweiz.

### Folge 5 – Hartmut Engler
16. Juni 2015
| Künstler          | Titel                          |
| ----------------- | ------------------------------ |
| Die Prinzen       | Medley (Ich denk an dich/Lena) |
| Christina Stürmer | Herzbeben                      |
| Yvonne Catterfeld | Geweint vor Glück              |
| Hartmut Engler    | Achtung                        |
| Andreas Bourani   | Funkelperlenaugen              |
| Daniel Wirtz      | Wenn sie diesen Tango hört     |
| Xavier Naidoo     | Abenteuerland                  |

Wenn sie diesen Tango hört in der Version von Daniel Wirtz erreichte mit Platz 14 in Deutschland und jeweils Platz 21 in Österreich und der Schweiz die besten Platzierungen aller Folgensieger.

### Folge 6 – Daniel Wirtz
23. Juni 2015
| Künstler          | Titel                         |
| ----------------- | ----------------------------- |
| Christina Stürmer | Mon Amour                     |
| Andreas Bourani   | Ne Weile her                  |
| Hartmut Engler    | Overkill                      |
| Daniel Wirtz      | Keine Angst                   |
| Xavier Naidoo     | Frei                          |
| Die Prinzen       | Hier                          |
| Yvonne Catterfeld | L.M.A.A. – Leck mich am Arsch |

Wie die Prinzen veröffentlichte auch Wirtz zeitgleich ein neues Album mit dem Titel Auf die Plätze fertig los!, das in Deutschland und Österreich in die Top 10 kam und in der Schweiz Platz 13 erreichte. Weitere ältere Alben kamen ebenfalls in allen Ländern entweder als Neu- oder als Wiedereinsteiger in die Charts. Das Show-Lied von Wirtz, Keine Angst, das von seinem Debütalbum 11 Zeugen stammt, platzierte sich zusätzlich in Deutschland und Österreich in den Charts.

### Folge 7 – Söhne Mannheims
30. Juni 2015
| Künstler          | Titel              |
| ----------------- | ------------------ |
| Andreas Bourani   | Zurück zu dir      |
| Daniel Wirtz      | Vielleicht         |
| Yvonne Catterfeld | Geh’ davon aus     |
| Xavier Naidoo     | Rosenblätter       |
| Hartmut Engler    | Freiheit           |
| Christina Stürmer | Volle Kraft voraus |
| Die Prinzen       | Wenn du schläfst   |

### Folge 8 – Duette (Finale)
7. Juli 2015
| Künstler                            | Titel             |
| ----------------------------------- | ----------------- |
| Christina Stürmer & Daniel Wirtz    | Nie genug         |
| Andreas Bourani & Yvonne Catterfeld | Hey               |
| Xavier Naidoo & Hartmut Engler      | Freiheit          |
| Die Prinzen & Christina Stürmer     | Alles nur geklaut |
| Daniel Wirtz & Xavier Naidoo        | Frei              |
| alle                                | Auf uns           |

## Dritte Staffel
Am 5. Januar 2016 teilte der Sender auf seiner Homepage mit, dass im Frühjahr 2016 die dritte Staffel in Südafrika u. a. mit Nena, Samy Deluxe, dem Schweizer Sänger Seven sowie Sascha Vollmer und Alec Völkel von The BossHoss neben dem Gastgeber Xavier Naidoo stattfinden werde. Am 19. Januar 2016 wurde bekannt gegeben, dass Annett Louisan und Wolfgang Niedecken, Frontmann der Band BAP, die zwei übrigen Plätze belegen werden. Die dritte Staffel wurde vom 12. April bis zum 31. Mai 2016 jeweils dienstags um 20:15 Uhr bei VOX ausgestrahlt.
Folgenübersicht: Der jeweilige Song des Abends ist grün unterlegt.

### Folge 1 – Nena
12. April 2016
| Künstler           | Titel            |
| ------------------ | ---------------- |
| The BossHoss       | Leuchtturm       |
| Samy Deluxe        | Berufsjugendlich |
| Annett Louisan     | Nur geträumt     |
| Nena               | Genau jetzt      |
| Seven              | 99 Luftballons   |
| Xavier Naidoo      | Wunder gescheh’n |
| Wolfgang Niedecken | Liebe ist        |

### Folge 2 – Seven
19. April 2016
| Künstler                      | Titel                      |
| ----------------------------- | -------------------------- |
| Xavier Naidoo mit Samy Deluxe | Go Slow                    |
| Samy Deluxe                   | Lost                       |
| Annett Louisan                | City of Gold               |
| Seven                         | I Don’t Give Up            |
| Wolfgang Niedecken            | Lisa                       |
| Nena                          | Mon dernier jour (What If) |
| The BossHoss                  | Wake Up                    |

### Folge 3 – The BossHoss
26. April 2016
| Künstler           | Titel               |
| ------------------ | ------------------- |
| Nena               | Don't Gimme That    |
| Wolfgang Niedecken | My Personal Song    |
| Samy Deluxe        | Shake & Shout       |
| The BossHoss       | I Like It Like That |
| Annett Louisan     | Close               |
| Seven              | Sex on Legs         |
| Xavier Naidoo      | Go! Go! Go!         |

### Folge 4 – Samy Deluxe
3. Mai 2016
| Künstler           | Titel                   |
| ------------------ | ----------------------- |
| The BossHoss       | Superheld               |
| Seven              | Hab gehört              |
| Nena               | Fantasie                |
| Xavier Naidoo      | Weck mich auf           |
| Samy Deluxe        | Haus am Mehr            |
| Annett Louisan     | Herz gebrochen          |
| Wolfgang Niedecken | Bis die Sonne rauskommt |

Haus am Mehr von Samy Deluxe schaffte es anschließend in die Charts aller D-A-CH-Staaten.

### Folge 5 – Wolfgang Niedecken/BAP
10. Mai 2016
| Künstler           | Titel                                 |
| ------------------ | ------------------------------------- |
| Xavier Naidoo      | Songs sind Träume (Songs sinn Dräume) |
| Annett Louisan     | Verdammt lang her (Verdamp lang her)  |
| Seven              | All die Aureblecke                    |
| Wolfgang Niedecken | Alles relativ                         |
| The BossHoss       | Alles im Lot (Alles em Lot)           |
| Samy Deluxe        | Kristallnacht (Kristallnaach)         |
| Nena               | Du kannst zaubern (Do kanns zaubre)   |

Kristallnacht von Samy Deluxe schaffte es anschließend in die deutschen Charts (Position 93).

### Folge 6 – Annett Louisan
17. Mai 2016
| Künstler           | Titel                               |
| ------------------ | ----------------------------------- |
| Wolfgang Niedecken | Wenn man sich nicht mehr liebt      |
| The BossHoss       | Das Spiel                           |
| Nena               | Läuft alles perfekt                 |
| Annett Louisan     | Meine Kleine                        |
| Samy Deluxe        | Stell’ dir vor, dass unten oben ist |
| Seven              | Du fehlst mir so                    |
| Xavier Naidoo      | Das Gefühl                          |

### Folge 7 – Xavier Naidoo
24. Mai 2016
| Künstler           | Titel                              |
| ------------------ | ---------------------------------- |
| Samy Deluxe        | Alles kann besser werden           |
| Nena               | Freisein                           |
| Seven              | Das hat die Welt noch nicht gesehn |
| Xavier Naidoo      | Das lass ich nicht zu              |
| Annett Louisan     | Ich wär gar nichts ohne dich       |
| The BossHoss       | Schau nicht mehr zurück            |
| Wolfgang Niedecken | Was wir alleine nicht schaffen     |

### Folge 8 – Duette (Finale)
31. Mai 2016
| Künstler                           | Titel                               |
| ---------------------------------- | ----------------------------------- |
| The BossHoss & Annett Louisan      | Close                               |
| Nena & Samy Deluxe                 | Berufsjugendlich                    |
| Wolfgang Niedecken & Xavier Naidoo | Songs sinn Dräume                   |
| Wolfgang Niedecken & Nena          | Do kanns zaubre                     |
| Annett Louisan & Samy Deluxe       | Stell’ dir vor, dass unten oben ist |
| Seven & Xavier Naidoo              | Go Slow                             |
| Samy Deluxe & The BossHoss         | Superheld                           |
| alle                               | Kommst du mit nach Afrika           |

## Vierte Staffel
Am 25. Oktober 2016 gab VOX bekannt, dass Alec Völkel und Sascha Vollmer von The BossHoss, die bereits Teilnehmer der dritten Staffel waren, Xavier Naidoo als Gastgeber von Sing meinen Song ablösen werden. Die weiteren Teilnehmer waren Lena Meyer-Landrut, Stefanie Kloß, Mark Forster, Gentleman, Moses Pelham (zum Teil mit Cassandra Steen als Gastsängerin) und Michael Patrick Kelly. Die vierte Staffel wurde vom 23. Mai bis zum 11. Juli 2017 jeweils dienstags um 20:15 Uhr bei VOX ausgestrahlt.
Folgenübersicht: Der jeweilige Song des Abends ist grün unterlegt, zweimal wurden zwei Songs ausgewählt und einmal drei.

### Folge 1 – Mark Forster
23. Mai 2017
| Künstler                       | Titel              |
| ------------------------------ | ------------------ |
| Stefanie Kloß                  | Au revoir          |
| Michael Patrick Kelly          | Flüsterton         |
| Gentleman                      | Ich trink auf Dich |
| Mark Forster                   | Sowieso            |
| Lena Meyer-Landrut             | Natalie            |
| The BossHoss                   | Flash mich         |
| Moses Pelham & Cassandra Steen | Oh Love            |

Flüsterton von Mark Forster schaffte es anschließend auf Platz 93 der Schweizer Hitparade. Die Singleauskopplung Sowieso konnte sich in den deutschen Charts stark verbessern, in der Schweiz gelang vier Wochen nach der Veröffentlichung der Sprung in die Charts.

### Folge 2 – Stefanie Kloß/Silbermond
30. Mai 2017
| Künstler                       | Titel              |
| ------------------------------ | ------------------ |
| Lena Meyer-Landrut             | Durch die Nacht    |
| Gentleman                      | Heut hab ich Zeit  |
| Moses Pelham & Cassandra Steen | Symphonie          |
| Stefanie Kloß / Silbermond     | Leichtes Gepäck    |
| The BossHoss                   | Weiße Fahnen       |
| Michael Patrick Kelly          | Krieger des Lichts |
| Mark Forster                   | Irgendwas bleibt   |

### Folge 3 – Lena Meyer-Landrut
6. Juni 2017
| Künstler                         | Titel                     |
| -------------------------------- | ------------------------- |
| Stefanie Kloß                    | Stardust                  |
| Mark Forster                     | Satellite                 |
| The BossHoss                     | Taken by a Stranger       |
| Lena Meyer-Landrut               | If I Wasn’t Your Daughter |
| Gentleman                        | Beat to My Melody         |
| Moses Pelham feat. Stefanie Kloß | Meine Heimat (Home)       |
| Michael Patrick Kelly            | Traffic Lights            |

Lenas in dieser Sendung erstmals vorgestelltes If I Wasn’t Your Daughter erreichte Platz 35 in den deutschen Charts. Moses Pelham und Stefanie Kloß kamen mit Meine Heimat auf Platz 49. In der Schweiz erreichte If I Wasn’t Your Daughter Platz 31, Meine Heimat Platz 59.

### Folge 4 – Moses Pelham/Rödelheim Hartreim Projekt
13. Juni 2017
| Künstler                  | Titel (Originalinterpret)                          |
| ------------------------- | -------------------------------------------------- |
| The BossHoss              | Höha, Schnella, Weita (Rödelheim Hartreim Projekt) |
| Stefanie Kloß             | Eigentlich gut (Xavier Naidoo)                     |
| Michael Patrick Kelly     | Führ mich ans Licht (Xavier Naidoo)                |
| Moses Pelham mit Glashaus | Gegen den Strom (Glashaus)                         |
| Gentleman                 | Mos Lied (Glashaus)                                |
| Lena Meyer-Landrut        | Du liebst mich nicht (Sabrina Setlur)              |
| Mark Forster              | Was immer es ist (Glashaus)                        |

### Folge 5 – Michael Patrick Kelly/Kelly Family
20. Juni 2017
| Künstler                         | Titel                                   |
| -------------------------------- | --------------------------------------- |
| Moses Pelham mit Cassandra Steen | Wer kommt mit mir? (David’s Song)       |
| Mark Forster                     | Fell in Love with an Alien              |
| Stefanie Kloß                    | An Angel                                |
| Michael Patrick Kelly            | Golden Age                              |
| Gentleman                        | Shake Away                              |
| Lena Meyer-Landrut               | Mama                                    |
| The BossHoss                     | No Fuzz, No Buzz, Back to Rock ’n’ Roll |

In der Schweiz konnte sich Michael Patrick Kelly nach der Sendung mit Golden Age (Platz 43) und dem bereits 2015 veröffentlichten Shake Away (Platz 50) zum ersten Mal als Solokünstler in den Charts platzieren. Zugleich kam dort Gentleman mit Shake Away auf Platz 71 und Stefanie Kloß mit An Angel auf Platz 89.

### Folge 6 – Gentleman
27. Juni 2017
| Künstler              | Titel              |
| --------------------- | ------------------ |
| Lena Meyer-Landrut    | Superior           |
| Moses Pelham          | You Remember       |
| The BossHoss          | Heart of Rub-a-Dub |
| Gentleman             | Red Town           |
| Michael Patrick Kelly | Memories           |
| Mark Forster          | Dem Gone           |
| Stefanie Kloß         | It No Pretty       |

### Folge 7 – The BossHoss
4. Juli 2017
| Künstler                   | Titel                                                              |
| -------------------------- | ------------------------------------------------------------------ |
| Michael Patrick Kelly      | Stallion Battalion                                                 |
| Mark Forster               | Das Werk des Cowboys ist nie getan (A Cowboy’s Work Is Never Done) |
| Moses Pelham               | M zum O (Sex on Legs)                                              |
| The BossHoss               | Mary Marry Me                                                      |
| Gentleman                  | Today Tomorrow Too Long Too Late                                   |
| Lena Meyer-Landrut         | Break Free                                                         |
| Stefanie Kloß / Silbermond | Liberty of Action                                                  |

### Folge 8 – Duette (Finale)
11. Juli 2017
| Künstler                                                                                              | Titel                                   |
| --- | --------------------------------------- |
| Mark Forster & Gentleman                                                                              | Ich trink auf dich                      |
| Michael Patrick Kelly & Stefanie Kloß                                                                 | An Angel                                |
| The BossHoss & Moses Pelham Im Verlauf des Auftritts entwickelt sich daraus eine All-Star-Performance | M zum O                                 |
| Gentleman & Lena Meyer-Landrut                                                                        | Superior                                |
| Stefanie Kloß & Mark Forster                                                                          | Irgendwas bleibt                        |
| Lena Meyer-Landrut & Moses Pelham                                                                     | Meine Heimat                            |
| The BossHoss & Michael Patrick Kelly                                                                  | No Fuzz, No Buzz, Back to Rock ’n’ Roll |

## Fünfte Staffel
Am 12. Juli 2017 kündigte der Sender VOX an, dass im Jahr 2018 eine fünfte Staffel produziert werde. Neuer Gastgeber der Sendung war Mark Forster, da Alec Völkel und Sascha Vollmer auf eine erneute Moderation verzichtet hatten. Weitere teilnehmende Künstler waren Mary Roos, Rea Garvey, Judith Holofernes, Johannes Strate, Leslie Clio und Marian Gold. Die fünfte Staffel wurde vom 24. April bis 19. Juni 2018 jeweils dienstags um 20:15 Uhr bei VOX ausgestrahlt.
Folgenübersicht: Der jeweilige Song des Abends ist grün unterlegt. Einmal wurden drei Songs ausgewählt.

### Folge 1 – Johannes Strate/Revolverheld
24. April 2018
| Künstler          | Titel                          |
| ----------------- | ------------------------------ |
| Rea Garvey        | Lass uns gehen                 |
| Judith Holofernes | Ich lass für dich das Licht an |
| Mark Forster      | Wenn es um uns brennt          |
| Revolverheld      | Zimmer mit Blick               |
| Marian Gold       | Keine Liebeslieder             |
| Leslie Clio       | Halt dich an mir fest          |
| Mary Roos         | Spinner                        |

### Folge 2 – Rea Garvey/Reamonn
8. Mai 2018
| Künstler                  | Titel                       |
| ------------------------- | --------------------------- |
| Marian Gold               | Oh My Love                  |
| Johannes Strate           | Supergirl                   |
| Mary Roos                 | Through the Eyes of a Child |
| Judith Holofernes         | Feuer frei (Armour)         |
| Rea Garvey & Mark Forster | Is It Love                  |
| Leslie Clio               | Wild Love                   |
| Mark Forster              | Bow Before You              |

### Folge 3 – Judith Holofernes/Wir sind Helden
15. Mai 2018
| Künstler          | Titel                 |
| ----------------- | --------------------- |
| Rea Garvey        | Guten Tag             |
| Leslie Clio       | Müssen nur wollen     |
| Mary Roos         | Nur ein Wort          |
| Judith Holofernes | Der letzte Optimist   |
| Mark Forster      | Oder an die Freude    |
| Marian Gold       | Bring mich nach Hause |
| Johannes Strate   | Denkmal               |

### Folge 4 – Marian Gold/Alphaville
22. Mai 2018
| Künstler          | Titel               |
| ----------------- | ------------------- |
| Rea Garvey        | Big in Japan        |
| Mary Roos         | I Die for You Today |
| Judith Holofernes | Jet Set             |
| Marian Gold       | Because of You      |
| Leslie Clio       | Song for No One     |
| Mark Forster      | Flame               |
| Johannes Strate   | Forever Young       |

### Folge 5 – Mary Roos
29. Mai 2018
| Künstler          | Titel                           |
| ----------------- | ------------------------------- |
| Judith Holofernes | Geh nicht den Weg               |
| Leslie Clio       | Arizona Man                     |
| Mark Forster      | Nur die Liebe lässt uns leben   |
| Mary Roos         | Zu schön um wahr zu sein        |
| Johannes Strate   | Amour Toujours (Morgens um 5)   |
| Marian Gold       | Schau dich nicht um             |
| Rea Garvey        | I’ll Walk Tall (Aufrecht geh’n) |

### Folge 6 – Leslie Clio
5. Juni 2018
| Künstler          | Titel                    |
| ----------------- | ------------------------ |
| Mark Forster      | I Couldn’t Care Less     |
| Judith Holofernes | Be with You              |
| Mary Roos         | Sister Sun, Brother Moon |
| Leslie Clio       | Rumours                  |
| Marian Gold       | Game Changer             |
| Johannes Strate   | Damage Done              |
| Rea Garvey        | Fragile                  |

### Folge 7 – Mark Forster
12. Juni 2018
| Künstler                     | Titel             |
| ---------------------------- | ----------------- |
| Leslie Clio                  | Auf dem Weg       |
| Johannes Strate              | Bauch und Kopf    |
| Mary Roos                    | Zu dir (weit weg) |
| Mark Forster feat. Gentleman | Like a Lion       |
| Marian Gold                  | Wir sind groß     |
| Rea Garvey                   | Stimme            |
| Judith Holofernes            | Kogong            |

### Folge 8 – Duette (Finale)
19. Juni 2018
| Künstler                         | Titel                         |
| -------------------------------- | ----------------------------- |
| Rea Garvey & Johannes Strate     | Supergirl                     |
| Mark Forster & Judith Holofernes | Kogong                        |
| Marian Gold & Mary Roos          | I Die for You Today           |
| Marian Gold & Leslie Clio        | Song for No One               |
| Johannes Strate & Mary Roos      | Spinner                       |
| Mark Forster & Leslie Clio       | I Couldn't Care Less          |
| Judith Holofernes & Rea Garvey   | Guten Tag                     |
| Mary Roos & Mark Forster         | Nur die Liebe lässt uns leben |

## Sechste Staffel
Am 6. November 2018 kündigte der Sender VOX die Produktion der sechsten Staffel für das Jahr 2019 an. Die Rolle des Gastgebers übernahm erstmals Michael Patrick Kelly, der bereits in der vierten Staffel mitgewirkt hatte. Weitere teilnehmende Künstler waren Milow, Wincent Weiss, Johannes Oerding, Álvaro Soler, Jennifer Haben und Jeanette Biedermann. Die Staffel wurde zwischen dem 22. Februar und dem 1. März 2019 in Südafrika aufgezeichnet und wurde vom 7. Mai bis 25. Juni 2019 jeweils dienstags um 20.15 Uhr bei VOX ausgestrahlt.
Zum ersten Mal in der Geschichte von Sing meinen Song – das Tauschkonzert traten am 22. September 2019 auf der Berliner Waldbühne alle Künstler der sechsten Staffel gemeinsam in einem Livekonzert vor ca. 20.000 Zuschauern auf.
Folgenübersicht: Der jeweilige Song des Abends ist grün unterlegt. Einmal wurden zwei Songs ausgewählt.

### Folge 1 – Wincent Weiss
7. Mai 2019
| Künstler              | Titel                          |
| --------------------- | ------------------------------ |
| Milow                 | Springsteen Story (Musik sein) |
| Álvaro Soler          | An Wunder                      |
| Johannes Oerding      | Hier mit dir                   |
| Wincent Weiss         | 1993                           |
| Jennifer Haben        | Pläne                          |
| Michael Patrick Kelly | Ich tanze leise                |
| Jeanette Biedermann   | Feuerwerk                      |

### Folge 2 – Johannes Oerding
14. Mai 2019
| Künstler              | Titel              |
| --------------------- | ------------------ |
| Jennifer Haben        | Alles brennt       |
| Jeanette Biedermann   | Nie wieder Alkohol |
| Wincent Weiss         | Hundert Leben      |
| Michael Patrick Kelly | Heimat             |
| Johannes Oerding      | An guten Tagen     |
| Álvaro Soler          | Kreise             |
| Milow                 | Weiße Tauben       |

### Folge 3 – Jeanette Biedermann
21. Mai 2019
| Künstler              | Titel                             |
| --------------------- | --------------------------------- |
| Johannes Oerding      | Rock My Life                      |
| Michael Patrick Kelly | Run with Me                       |
| Wincent Weiss         | Right Now                         |
| Jeanette Biedermann   | Deine Geschichten                 |
| Milow                 | As Good As It Gets (Ein Geschenk) |
| Jennifer Haben        | How It’s Got to Be                |
| Álvaro Soler          | 1 mit dir                         |

### Folge 4 – Álvaro Soler
28. Mai 2019
| Künstler              | Titel                               |
| --------------------- | ----------------------------------- |
| Michael Patrick Kelly | La cintura                          |
| Wincent Weiss         | Ella                                |
| Jeanette Biedermann   | Cuándo volverás                     |
| Álvaro Soler          | Loca                                |
| Johannes Oerding      | Sofia                               |
| Milow                 | Too Close to the Sun (El mismo sol) |
| Jennifer Haben        | Niño perdido                        |

### Folge 5 – Milow
4. Juni 2019
| Künstler              | Titel               |
| --------------------- | ------------------- |
| Johannes Oerding      | You Don’t Know      |
| Jennifer Haben        | Out of My Hands     |
| Jeanette Biedermann   | Howling at the Moon |
| Milow                 | Help                |
| Wincent Weiss         | You and Me          |
| Álvaro Soler          | Lay Your Worry Down |
| Michael Patrick Kelly | Way Up High         |

### Folge 6 – Jennifer Haben/Beyond the Black
11. Juni 2019
| Künstler              | Titel                   |
| --------------------- | ----------------------- |
| Jeanette Biedermann   | In the Shadows          |
| Álvaro Soler          | Million Lightyears      |
| Johannes Oerding      | Heart of the Hurricane  |
| Jennifer Haben        | Through the Mirror      |
| Wincent Weiss         | Love’s a Burden         |
| Michael Patrick Kelly | Unbroken                |
| Milow                 | Songs of Love and Death |

### Folge 7 – Michael Patrick Kelly
18. Juni 2019
| Künstler              | Titel           |
| --------------------- | --------------- |
| Álvaro Soler          | Happiness       |
| Jeanette Biedermann   | iD              |
| Milow                 | One More Song   |
| Johannes Oerding      | Hoffnung (Hope) |
| Michael Patrick Kelly | Bigger Life     |
| Jennifer Haben        | Salve Regina    |
| Wincent Weiss         | Roundabouts     |

### Folge 8 – Duette (Finale)
25. Juni 2019
| Künstler                                    | Titel                          |
| ------------------------------------------- | ------------------------------ |
| Milow & Wincent Weiss                       | Musik sein                     |
| Jennifer Haben & Wincent Weiss              | Pläne                          |
| Álvaro Soler & Johannes Oerding             | Kreise                         |
| Johannes Oerding & Jeanette Biedermann      | Rock My Life                   |
| Michael Patrick Kelly & Jennifer Haben      | Unbroken                       |
| Álvaro Soler & Milow                        | Lay Your Worry Down            |
| Jeanette Biedermann & Michael Patrick Kelly | iD                             |
| Michael Patrick Kelly & Johannes Oerding    | Ich will noch nicht nach Hause |

## Siebte Staffel
Ende 2019 kündigte VOX die siebte Staffel an. Michael Patrick Kelly übernahm wie schon in der sechsten Staffel die Gastgeberrolle. Weitere teilnehmende Künstler waren Max Giesinger, Lea, MoTrip, Nico Santos, der Sänger der Band Selig Jan Plewka sowie die niederländische Sängerin Ilse DeLange. Die Staffel wurde Anfang März 2020 in Südafrika aufgezeichnet und wurde ab 5. Mai 2020 immer dienstags ausgestrahlt. Ein „Weihnachtskonzert“, wie in den vorherigen Staffeln, fand aufgrund der COVID-19-Pandemie nicht statt.
Folgenübersicht: Der jeweilige Song des Abends ist grün unterlegt.

### Folge 1 – Max Giesinger
5. Mai 2020
| Künstler               | Titel                            |
| ---------------------- | -------------------------------- |
| Nico Santos            | Auf das, was da noch kommt       |
| MoTrip                 | 80 Millionen                     |
| Michael Patrick Kelly  | When She Dances (Wenn sie tanzt) |
| Ilse DeLange           | Für dich                         |
| Max Giesinger & MoTrip | Nie besser als jetzt             |
| Jan Plewka             | Leerer Raum                      |
| Lea                    | Für immer                        |

MoTrip erreichte mit seiner Version von 80 Millionen Platz 60 der deutschen Singlecharts und Position 81 in der Schweiz.

### Folge 2 – Nico Santos
12. Mai 2020
| Künstler              | Titel              |
| --------------------- | ------------------ |
| Jan Plewka            | Better             |
| MoTrip                | Changed            |
| Ilse DeLange          | Rooftop            |
| Michael Patrick Kelly | Die in Your Arms   |
| Lea                   | Walk in Your Shoes |
| Nico Santos           | Low on Love        |
| Max Giesinger         | Unforgettable      |

### Folge 3 – Ilse DeLange/The Common Linnets
19. Mai 2020
| Künstler              | Titel                  |
| --------------------- | ---------------------- |
| Lea & Nico Santos     | The Great Escape       |
| MoTrip                | Miracle                |
| Michael Patrick Kelly | Love Goes On           |
| Nico Santos           | Lay Your Weapons Down  |
| Ilse DeLange          | Homesick               |
| Jan Plewka            | Where Dreams Go to Die |
| Max Giesinger         | Calm After the Storm   |

### Folge 4 – MoTrip
26. Mai 2020
| Künstler              | Titel                                   |
| --------------------- | --------------------------------------- |
| Max Giesinger         | So wie du bist                          |
| Nico Santos           | Mama                                    |
| Jan Plewka            | Tagebuch                                |
| Ilse DeLange          | Home Is Where You Are (Zuhause ist wir) |
| MoTrip                | Wenn du mich liebst                     |
| Michael Patrick Kelly | Embryo                                  |
| Lea                   | Feder im Wind                           |

### Folge 5 – Jan Plewka/Selig
2. Juni 2020
| Künstler              | Titel                             |
| --------------------- | --------------------------------- |
| Ilse DeLange          | Ist es wichtig                    |
| Lea                   | Ohne Dich                         |
| Nico Santos           | Wir werden uns wiedersehen        |
| Max Giesinger         | Alles auf einmal                  |
| MoTrip                | Von Ewigkeit zu Ewigkeit          |
| Jan Plewka/Selig      | Alles ist so                      |
| Michael Patrick Kelly | Fire and Water (Feuer und Wasser) |

### Folge 6 – Lea
16. Juni 2020
| Künstler              | Titel                    |
| --------------------- | ------------------------ |
| Nico Santos           | 110 (Prolog)             |
| Max Giesinger         | Immer wenn wir uns sehen |
| Michael Patrick Kelly | Zwischen meinen Zeilen   |
| Lea                   | Treppenhaus              |
| Jan Plewka            | Monster                  |
| MoTrip                | Halb so viel             |
| Ilse DeLange          | Leiser                   |

### Folge 7 – Michael Patrick Kelly
23. Juni 2020
| Künstler              | Titel             |
| --------------------- | ----------------- |
| Lea                   | Friends R Family  |
| Jan Plewka            | A Little Faith    |
| MoTrip                | Little Giants     |
| Michael Patrick Kelly | Beautiful Madness |
| Ilse DeLange          | Holy              |
| Max Giesinger         | Requiem           |
| Nico Santos           | Et Voilà          |

### Folge 8 – Duette (Finale)
30. Juni 2020
| Künstler                             | Titel                      |
| ------------------------------------ | -------------------------- |
| Lea & Jan Plewka                     | Monster                    |
| Ilse DeLange & Michael Patrick Kelly | Love Goes On               |
| MoTrip & Max Giesinger               | So wie du bist             |
| Nico Santos & Ilse DeLange           | Rooftop                    |
| Michael Patrick Kelly & Lea          | Friends R Family           |
| Max Giesinger & Lea                  | Für immer                  |
| Jan Plewka & MoTrip                  | Von Ewigkeit zu Ewigkeit   |
| Jan Plewka & Nico Santos             | Wir werden uns wiedersehen |

## Achte Staffel
Ende 2020 kündigte VOX die achte Staffel an. Johannes Oerding übernahm die Gastgeberrolle, Gentleman nahm nach 2017 ein zweites Mal teil. Weitere mitwirkende Künstler waren DJ BoBo, Stefanie Heinzmann, Joris, Ian Hooper, der Sänger der Band Mighty Oaks, sowie die Rapperin Nura. Aufgrund der COVID-19-Pandemie konnte die Staffel nicht in Südafrika gedreht werden, sondern in einer Ausweich-Location in Deutschland. Dafür wurde das Gut Weißenhaus am Weißenhäuser Strand in Schleswig-Holstein ausgewählt, wo Anfang März 2021 die Dreharbeiten stattfanden. Vom 20. April bis 8. Juni 2021 wurde die Staffel immer dienstags ausgestrahlt beziehungsweise auf TVNOW im Stream angeboten.
Folgenübersicht: Der jeweilige Song des Abends ist grün unterlegt.

### Folge 1 – DJ BoBo
20. April 2021
| Künstler           | Titel                   |
| ------------------ | ----------------------- |
| Stefanie Heinzmann | Love Is All Around      |
| Nura               | Freedom                 |
| Joris              | There’s a Party         |
| DJ BoBo            | Colors of the World     |
| Ian Hooper         | Life Goes On            |
| Gentleman          | Let the Dream Come True |
| Johannes Oerding   | Pray                    |

### Folge 2 – Joris
27. April 2021
| Künstler                 | Titel                 |
| ------------------------ | --------------------- |
| DJ BoBo                  | Herz über Kopf        |
| Gentleman                | Im Schneckenhaus      |
| Stefanie Heinzmann       | Signal                |
| Joris & Johannes Oerding | Willkommen Goodbye    |
| Johannes Oerding         | Glück auf             |
| Nura                     | Bis ans Ende der Welt |
| Ian Hooper               | Du                    |

### Folge 3 – Nura
4. Mai 2021
| Künstler           | Titel                     |
| ------------------ | ------------------------- |
| DJ BoBo            | On Fleek                  |
| Gentleman          | Kein Bock                 |
| Johannes Oerding   | Ohne Sinn                 |
| Ian Hooper         | Auf der Suche             |
| Nura               | Niemals Stress mit Bullen |
| Stefanie Heinzmann | Babe                      |
| Joris              | Habibi (Habibti)          |

### Folge 4 – Ian Hooper/Mighty Oaks
11. Mai 2021
| Künstler           | Titel                                     |
| ------------------ | ----------------------------------------- |
| Nura               | Call Me a Friend                          |
| Gentleman          | Brother                                   |
| Joris              | Aileen                                    |
| DJ BoBo            | Storm                                     |
| Mighty Oaks        | Forever                                   |
| Johannes Oerding   | Immer wenn ich träum (When I Dream I See) |
| Stefanie Heinzmann | Forget Tomorrow                           |

### Folge 5 – Stefanie Heinzmann
18. Mai 2021
| Künstler           | Titel                   |
| ------------------ | ----------------------- |
| Ian Hooper         | All We Need Is Love     |
| Nura               | My Man Is a Mean Man    |
| Johannes Oerding   | Diggin’ in the Dirt     |
| Stefanie Heinzmann | Would You Still Love Me |
| Gentleman          | Little Universe         |
| DJ BoBo            | Shadows                 |
| Joris              | Du und ich (In the End) |

### Folge 6 – Gentleman
25. Mai 2021
| Künstler                     | Titel                |
| ---------------------------- | -------------------- |
| Johannes Oerding             | Time Out             |
| Stefanie Heinzmann           | Ahoi                 |
| Nura                         | Intoxication         |
| Joris                        | Send a Prayer        |
| Gentleman                    | Zwischen den Stühlen |
| Ian Hooper                   | Mama                 |
| DJ BoBo & Stefanie Heinzmann | Ich komm zurück      |

### Folge 7 – Johannes Oerding
1. Juni 2021
| Künstler           | Titel                       |
| ------------------ | --------------------------- |
| Stefanie Heinzmann | Ungeschminkt                |
| Nura               | Zieh dich aus               |
| Gentleman          | So schön                    |
| Johannes Oerding   | Die guten Zeiten sind jetzt |
| DJ BoBo            | Unter einen Hut             |
| Ian Hooper         | Wenn du gehst               |
| Joris              | An guten Tagen              |

Nura musste wegen Unwohlseins das Tauschkonzert abbrechen, sodass etwa die Hälfte des Abends ohne sie stattfand. Oerdings Single Die guten Zeiten sind jetzt platzierte sich in der Duett-Version mit Wincent Weiss auf Platz 14 der deutschen Singlecharts.

### Folge 8 – Duette (Finale)
8. Juni 2021
| Künstler                              | Titel               |
| ------------------------------------- | ------------------- |
| Stefanie Heinzmann & DJ BoBo          | Love Is All Around  |
| Ian Hooper & Nura                     | Auf der Suche       |
| DJ BoBo & Nura                        | On Fleek            |
| Gentleman & Joris                     | Im Schneckenhaus    |
| Johannes Oerding & Stefanie Heinzmann | Diggin’ in the Dirt |
| DJ BoBo & Ian Hooper                  | Storm               |
| Johannes Oerding & Gentleman          | Time Out            |
| Joris & Johannes Oerding              | An guten Tagen      |

## Neunte Staffel
Am 22. Oktober 2021 kündigte VOX die neunte Staffel an, Johannes Oerding übernimmt wieder die Gastgeberrolle, es wird somit seine dritte Teilnahme sein, zum zweiten Mal als Gastgeber. Die weiteren mitwirkenden Künstler sind Clueso, SDP, Elif, Kelvin Jones, Lotte und Floor Jansen. Als Termine wurden Ende März der 26. April bis zum 14. Juni 2022 angegeben, jeweils ab 20:15 Uhr auf VOX. Der Drehort der Folgen war wieder in Südafrika in der Grootbos Private Nature Reserve in Gansbaai.
Folgenübersicht: Der jeweilige Song des Abends ist grün unterlegt.

### Folge 1 – Clueso
26. April 2022
| Künstler          | Titel             |
| ----------------- | ----------------- |
| SDP               | Keinen Zentimeter |
| Elif              | Chicago           |
| Kelvin Jones      | Tanzen            |
| Johannes Oerding  | Flugmodus         |
| Clueso feat. Elif | Mond              |
| Floor Jansen      | Zu schnell vorbei |
| Lotte             | Gewinner          |

### Folge 2 – SDP
3. Mai 2022
| Künstler         | Titel                      |
| ---------------- | -------------------------- |
| Clueso           | Tanz aus der Reihe         |
| Lotte            | Ich will nur dass du weißt |
| Elif             | Ne Leiche                  |
| Kelvin Jones     | Kurz für immer bleiben     |
| SDP feat. Clueso | Die schönsten Tage         |
| Floor Jansen     | Unikat                     |
| Johannes Oerding | Millionen Liebeslieder     |

Der Titel Die schönsten Tage von SDP feat. Clueso erreichte Platz 13 der Deutschen Single-Charts.

### Folge 3 – Elif
10. Mai 2022
| Künstler         | Titel                |
| ---------------- | -------------------- |
| Floor Jansen     | Freunde              |
| Lotte            | Nur mir              |
| Kelvin Jones     | Alles helal (Ndidei) |
| Johannes Oerding | Unter meiner Haut    |
| Elif             | Bomberjacke          |
| SDP              | Mein Babe            |
| Clueso           | Anlauf nehmen        |

Elif wollte niemanden vorziehen und entschied sich daher, keinen Song des Abends zu wählen.

### Folge 4 – Kelvin Jones
17. Mai 2022
| Künstler         | Titel                |
| ---------------- | -------------------- |
| Clueso           | Love to Go           |
| Johannes Oerding | Only Thing We Know   |
| Elif             | Don’t Let Me Go      |
| SDP              | Seventeen (Siebzehn) |
| Kelvin Jones     | Carry You            |
| Floor Jansen     | Call You Home        |
| Lotte            | Cry a Little Less    |

### Folge 5 – Lotte
24. Mai 2022
| Künstler         | Titel                  |
| ---------------- | ---------------------- |
| Kelvin Jones     | Mehr davon             |
| Floor Jansen     | Mauern                 |
| Clueso           | Zu jung                |
| Elif             | Auf beiden Beinen      |
| Lotte            | So wie ich             |
| Johannes Oerding | Dunkelrot zu schwarz   |
| SDP              | F*ck Baby, I’m in Love |

Lotte vergab den Song des Abends nicht, sondern warf die Protea wie einen Brautstrauß hinter sich, sie wurde dann an die Band weitergegeben.

### Folge 6 – Floor Jansen
31. Mai 2022
| Künstler         | Titel           |
| ---------------- | --------------- |
| Lotte            | Noise           |
| Clueso           | Sleeping Sun    |
| Kelvin Jones     | Storytime       |
| Elif             | Fire            |
| Floor Jansen     | Storm           |
| Johannes Oerding | While Love Died |
| SDP              | Amaranth        |

### Folge 7 – Johannes Oerding
7. Juni 2022
| Künstler         | Titel                        |
| ---------------- | ---------------------------- |
| SDP              | Zwischen Mann und Kind       |
| Floor Jansen     | Anfassen                     |
| Lotte            | Alles okay (Gar nichts okay) |
| Johannes Oerding | Plan A                       |
| Clueso           | Im Februar                   |
| Kelvin Jones     | Blinde Passagiere            |
| Elif             | Alles brennt                 |

### Folge 8 – Duette (Finale)
14. Juni 2022
| Künstler                    | Titel                 |
| --------------------------- | --------------------- |
| Kelvin Jones & Clueso       | Tanzen                |
| SDP & Floor Jansen          | Amaranth              |
| Johannes Oerding & Lotte    | Dunkelrot zu schwarz  |
| SDP & Lotte                 | F*ck Baby I’m in Love |
| Clueso & Johannes Oerding   | Im Februar            |
| Floor Jansen & Kelvin Jones | Call You Home         |
| Clueso & SDP                | Tanz aus der Reihe    |

## Zehnte Staffel
VOX gab die Produktion einer zehnten Staffel am 11. Oktober 2022 bekannt. Johannes Oerding übernahm dabei zum dritten Mal in Folge die Rolle des Moderators. Zudem nahmen Nico Santos, Stefanie Kloß, Lea sowie Clueso jeweils zum zweiten Mal teil. Sie wurden durch die neu mitwirkenden Künstler Montez und Alli Neumann ergänzt.
Folgenübersicht: Der jeweilige Song des Abends ist grün unterlegt.

### Folge 1 – Stefanie Kloß/Silbermond
25. April 2023
| Künstler         | Titel                |
| ---------------- | -------------------- |
| Montez           | Genauso              |
| Clueso           | Leichtes Gepäck      |
| Alli Neumann     | Mein Osten           |
| Johannes Oerding | In meiner Erinnerung |
| Stefanie Kloß    | Hey Ma               |
| Lea              | Zeit für Optimisten  |
| Nico Santos      | Das Beste            |

### Folge 2 – Lea
2. Mai 2023
| Künstler         | Titel              |
| ---------------- | ------------------ |
| Nico Santos      | Schwarz            |
| Montez           | Wenn du mich lässt |
| Johannes Oerding | Drei Uhr nachts    |
| Lea              | Sag mir wie        |
| Clueso           | Heimweh nach wir   |
| Stefanie Kloß    | Fluss              |
| Alli Neumann     | Mutprobe           |

Der von Montéz interpretierte Titel Wenn du mich lässt stieg auf Platz 96 der deutschen Singlecharts ein.

### Folge 3 – Montéz
9. Mai 2023
| Künstler         | Titel            |
| ---------------- | ---------------- |
| Clueso           | Auf & ab         |
| Alli Neumann     | Marlboro Light   |
| Nico Santos      | Irgendwann da    |
| Stefanie Kloß    | Engel            |
| Montez           | Liebe in Gefahr  |
| Lea              | Mond             |
| Johannes Oerding | Wenn ich Du wäre |

Montéz wollte kein Lied als bestes bewerten und gab die Protea stattdessen an die Band.

### Folge 4 – Clueso
16. Mai 2023
| Künstler         | Titel                |
| ---------------- | -------------------- |
| Nico Santos      | 37 Grad im Paradies  |
| Stefanie Kloß    | Barfuß               |
| Johannes Oerding | Kein Bock zu geh’n   |
| Lea              | Wenn du liebst       |
| Clueso           | Weil ich dich liebe  |
| Alli Neumann     | Paris                |
| Montez           | Du warst immer dabei |

Clueso coverte das Lied Weil ich dich liebe von Marius Müller-Westernhagen. Er wollte kein Lied als bestes bewerten und gab die Protea stattdessen an die Backgroundsängerinnen der Band.

### Folge 5 – Alli Neumann
23. Mai 2023
| Künstler         | Titel                  |
| ---------------- | ---------------------- |
| Stefanie Kloß    | Seltsame Welt          |
| Clueso           | Mit dir                |
| Lea              | Männer wie du          |
| Alli Neumann     | So wie du              |
| Johannes Oerding | Orchideen              |
| Nico Santos      | Frei                   |
| Montez           | Merlot, Macht und Muse |

### Folge 6 – Nico Santos
30. Mai 2023
| Künstler         | Titel                                 |
| ---------------- | ------------------------------------- |
| Clueso           | Play with Fire (Spiel mit dem Feuer)  |
| Stefanie Kloß    | Streets of Gold                       |
| Lea              | Would I Lie to You                    |
| Nico Santos      | Real Love                             |
| Alli Neumann     | Safe (Pass auf sie auf)               |
| Montez           | Low on Love (Liebe fehlt)             |
| Johannes Oerding | Home (Lass mich dich nicht verlieren) |

### Folge 7 – Johannes Oerding
6. Juni 2023
| Künstler                   | Titel                                |
| -------------------------- | ------------------------------------ |
| Alli Neumann               | Wenn du lebst                        |
| Nico Santos                | Heimat (Mi Tierra)                   |
| Lea                        | Nichts geht mehr                     |
| Montez                     | K.O.                                 |
| Johannes Oerding           | Eins-zu-eins-Gespräch                |
| Clueso feat. Stefanie Kloß | Ich hab dich nicht mehr zu verlier’n |
| Stefanie Kloß              | Bis der Himmel uns bestellt          |

### Folge 8 – Duette (Finale)
13. Juni 2023
| Künstler                             | Titel                                |
| ------------------------------------ | ------------------------------------ |
| Nico Santos & Clueso                 | Play with Fire (Spiel mit dem Feuer) |
| Alli Neumann & Johannes Oerding      | Orchideen                            |
| Clueso & Alli Neumann                | Paris                                |
| Lea & Montez                         | Wenn du mich lässt                   |
| Stefanie Kloß & Montez Alle Künstler | Genauso                              |

## Elfte Staffel
Im September 2023 gab VOX die Produktion einer elften Staffel bekannt. Dabei führt Johannes Oerding bereits zum vierten Mal in Folge als Gastgeber durch die Staffel. Als Künstler nehmen zudem erstmalig Sammy Amara, Tim Bendzko, Eva Briegel, Joy Denalane, Eko Fresh sowie Emilio teil. Als „Special Guest“ war Peter Maffay zugegen, dessen Songs von allen Künstlern im Rahmen der vierten Folge der Staffel gecovert worden sind.

### Folge 1 – Eva Briegel/Juli
23. April 2024
| Künstler         | Titel                        |
| ---------------- | ---------------------------- |
| Johannes Oerding | Perfekte Welle               |
| Joy Denalane     | Dieses Leben                 |
| Eko Fresh        | In unseren Händen            |
| Juli             | Vier Wände                   |
| Emilio           | Wir beide (Immer so bleiben) |
| Tim Bendzko      | Geile Zeit                   |
| Sammy Amara      | Fette wilde Jahre            |

### Folge 2 – Tim Bendzko
30. April 2024
| Künstler         | Titel                          |
| ---------------- | ------------------------------ |
| Joy Denalane     | Hoch                           |
| Eko Fresh        | Keine Maschine                 |
| Sammy Amara      | Ohne zurückzusehen             |
| Emilio           | Nur noch kurz die Welt retten  |
| Tim Bendzko      | Komm schon                     |
| Eva Briegel      | Trag dich                      |
| Johannes Oerding | Wenn Worte meine Sprache wären |

### Folge 3 – Sammy Amara/Broilers
7. Mai 2024
| Künstler         | Titel                             |
| ---------------- | --------------------------------- |
| Tim Bendzko      | Nicht alles endet irgendwann      |
| Emilio           | Verdammte Stille                  |
| Eva Briegel      | Nach Hause kommen / Zurück zu mir |
| Eko Fresh        | Die Beste aller Zeiten            |
| Sammy Amara      | Rede von Reue                     |
| Johannes Oerding | Ihr da oben                       |
| Joy Denalane     | Ist da jemand?                    |

### Folge 4 – Peter Maffay (Special Guest)
14. Mai 2024
| Künstler         | Titel                              |
| ---------------- | ---------------------------------- |
| Johannes Oerding | Über sieben Brücken musst du gehen |
| Joy Denalane     | So bist du                         |
| Tim Bendzko      | Tiefer                             |
| Peter Maffay     | Samstag abend in unserer Straße    |
| Emilio           | Nessaja                            |
| Johannes Oerding | Wenn wir uns wiedersehen           |
| Eko Fresh        | Schwarze Linien                    |
| Eva Briegel      | Ich fühl wie du                    |
| Sammy Amara      | Wann immer                         |
| Peter Maffay     | Blinde Passagiere                  |

Peter Maffay performte zusätzlich zu seinem eigenen Song Samstag abend in unserer Straße ein Cover des Johannes-Oerding-Songs Blinde Passagiere. Es wurde kein Song des Abends auserkoren.

### Folge 5 – Emilio
21. Mai 2024
| Künstler         | Titel           |
| ---------------- | --------------- |
| Johannes Oerding | Ausmacht        |
| Eva Briegel      | Touché          |
| Joy Denalane     | Roter Sand      |
| Tim Bendzko      | Feuer           |
| Emilio           | Strawberry Eyes |
| Sammy Amara      | Winter          |
| Eko Fresh        | Bisschen allein |

### Folge 6 – Eko Fresh
28. Mai 2024
| Künstler         | Titel                         |
| ---------------- | ----------------------------- |
| Sammy Amara      | Das wird schon                |
| Eva Briegel      | Geh raus                      |
| Tim Bendzko      | Stärker als Gewalt            |
| Emilio           | 1994                          |
| Eko Fresh        | Alte Bänder                   |
| Joy Denalane     | Du bist anders                |
| Johannes Oerding | Was ist mit der Welt passiert |

### Folge 7 – Joy Denalane
4. Juni 2024
| Künstler                     | Titel                          |
| ---------------------------- | ------------------------------ |
| Sammy Amara                  | Put in Work                    |
| Johannes Oerding             | Mit dir                        |
| Eva Briegel                  | Zwischen den Zeilen            |
| Eko Fresh                    | Niemand                        |
| Joy Denalane feat. Max Herre | Bisschen mehr als Freundschaft |
| Tim Bendzko                  | Zuhause                        |
| Emilio                       | Be Here in the Morning         |

### Folge 8 – Duette (Finale)
11. Juni 2024
| Künstler                       | Titel                         |
| ------------------------------ | ----------------------------- |
| Tim Bendzko & Joy Denalane     | Hoch                          |
| Eko Fresh & Johannes Oerding   | Was ist mit der Welt passiert |
| Eva Briegel & Sammy Amara      | Fette wilde Jahre             |
| Eva Briegel & Johannes Oerding | Perfekte Welle                |
| Emilio & Eko Fresh             | Bisschen allein               |
| Emilio & Tim Bendzko           | Feuer                         |
| Joy Denalane & Eva Briegel     | Zwischen den Zeilen           |
| Sammy Amara & Tim Bendzko      | Nicht alles endet irgendwann  |

## Zwölfte Staffel
Im Februar 2025 kündigte VOX eine zwölfte Staffel der Sendung an, die wiederum durch Johannes Oerding als Gastgeber begleitet wird. Als Teilnehmer sind in diesem Jahr erstmals die Künstler Bosse, FiNCH, Madeline Juno, Bojan Kalajdzic, Mieze Katz sowie wiederkehrend Michael Patrick Kelly dabei. Als „Special Guest“ wurden Die Fantastischen Vier angekündigt, deren Songs im Rahmen der dritten Folge der Staffel gecovert werden.

### Folge 1 – Bosse
22. April 2025
| Künstler              | Titel          |
| --------------------- | -------------- |
| Bojan Kalajdzic       | Schönste Zeit  |
| FiNCH                 | Frankfurt Oder |
| Mieze Katz            | Vater          |
| Bosse                 | Vergangenheit  |
| Madeline Juno         | Dein Hurra     |
| Michael Patrick Kelly | Yipi           |
| Johannes Oerding      | Vier Leben     |

### Folge 2 – Michael Patrick Kelly
29. April 2025
| Künstler              | Titel                           |
| --------------------- | ------------------------------- |
| Madeline Juno         | Wonders                         |
| Bosse                 | Kreisverkehr (Roundabouts)      |
| FiNCH                 | Leben im Millennium (Throwback) |
| Mieze Katz            | Running Blind                   |
| Michael Patrick Kelly | The One                         |
| Johannes Oerding      | Muttertag (Mother’s Day)        |
| Bojan Kalajdzic       | Blurry Eyes                     |

### Folge 3 – Die Fantastischen Vier (Special Guest)
6. Mai 2025
| Künstler                                | Titel                                        |
| --------------------------------------- | -------------------------------------------- |
| Die Fantastischen Vier feat. Mieze Katz | Wie weit                                     |
| Johannes Oerding                        | Populär                                      |
| Bosse                                   | Sie ist weg                                  |
| FiNCH                                   | FiNCH ist schuld (Gebt uns ruhig die Schuld) |
| Bojan Kalajdzic                         | Tag am Meer                                  |
| Mieze Katz                              | TROY                                         |
| Madeline Juno                           | Ernten was wir säen                          |
| Michael Patrick Kelly                   | MfG                                          |
| Die Fantastischen Vier                  | Aufhören                                     |

Wie bereits in der elften Staffel, wurde in der Folge der Special Guests kein Song des Abends ausgewählt.

### Folge 4 – Mieze Katz/MiA.
13. Mai 2025
| Künstler              | Titel             |
| --------------------- | ----------------- |
| Madeline Juno         | Fallschirm        |
| Bosse                 | Hungriges Herz    |
| Bojan Kalajdzic       | Engel             |
| FiNCH                 | Zirkus            |
| Mieze Katz            | Buntes Konfetti   |
| Johannes Oerding      | Tanz der Moleküle |
| Michael Patrick Kelly | Jump (Kopfüber)   |

### Folge 5 – FiNCH
20. Mai 2025
| Künstler              | Titel                                         |
| --------------------- | --------------------------------------------- |
| Mieze Katz            | Wendekind                                     |
| Bosse                 | Brandenburg (Memories)                        |
| Michael Patrick Kelly | Leuchtturm                                    |
| FiNCH                 | Schwalbe                                      |
| Johannes Oerding      | Tattoo                                        |
| Madeline Juno         | Liebe ist…                                    |
| Bojan Kalajdzic       | Love in the Backseat (Liebe auf der Rückbank) |

### Folge 6 – ClockClock
27. Mai 2025
| Künstler              | Titel            |
| --------------------- | ---------------- |
| Bosse                 | Brooklyn         |
| Michael Patrick Kelly | Fender Freestyle |
| FiNCH                 | Sorry            |
| Mieze Katz            | Over             |
| Johannes Oerding      | Fly              |
| Madeline Juno         | Someone Else     |

### Folge 7 – Madeline Juno
3. Juni 2025
| Künstler              | Titel                     |
| --------------------- | ------------------------- |
| Bojan Kalajdzic       | Error                     |
| FiNCH                 | Sommer, Sonne, Depression |
| Michael Patrick Kelly | Borderline                |
| Bosse                 | 99 Probleme               |
| Madeline Juno         | Mediocre                  |
| Johannes Oerding      | Nur kurz glücklich        |
| Mieze Katz            | Was weiß ich schon        |

### Folge 8 – Duette
10. Juni 2025
| Künstler                                | Titel             |
| --------------------------------------- | ----------------- |
| Mieze Katz & Johannes Oerding           | Tanz der Moleküle |
| Bojan Kalajdzic & Madeline Juno         | Someone Else      |
| FiNCH & Mieze Katz                      | Wendekind         |
| Michael Patrick Kelly & Madeline Juno   | Wonders           |
| Michael Patrick Kelly & Bojan Kalajdzic | Blurry Eyes       |
| Bosse & FiNCH                           | Frankfurt Oder    |
| Bosse & Johannes Oerding                | Vier Leben        |

## Sing meinen Song – Das Weihnachtskonzert

### Erste Staffel
Die Fernsehsendung Sing meinen Song – Das Weihnachtskonzert wurde im Oktober 2014 in Ellmau aufgezeichnet. Jeder der Teilnehmer sang ein selbstgewähltes Weihnachtslied und ein weiteres, das sich einer der anderen sechs Künstler von ihm bzw. ihr gewünscht hatte. Die Ausstrahlung der Sendung erfolgte am 16. Dezember 2014. Naidoos Interpretation von Hallelujah schaffte es nach Ausstrahlung im deutschsprachigen Raum in die Charts. Nasić platzierte sich mit ihrer Version von Last Christmas in Deutschland auf Position 93 der Charts.
| Künstler         | Titel                                                      |
| ---------------- | ---------------------------------------------------------- |
| Sandra Nasić     | Last Christmas, December Will Be Magic Again               |
| Roger Cicero     | Santa Claus Is Coming to Town, This Christmas              |
| Sasha            | White Christmas, All I Want for Christmas Is You           |
| Xavier Naidoo    | Hallelujah, Still, still, still                            |
| Sarah Connor     | The Christmas Song, Have Yourself a Merry Little Christmas |
| Andreas Gabalier | Es wird scho glei dumpa, Rocking Around the Christmas Tree |
| Gregor Meyle     | Driving Home for Christmas, Stille Nacht, heilige Nacht    |

### Zweite Staffel
Die Mitwirkenden der zweiten Staffel fanden sich ebenfalls für eine Fernsehsendung unter dem Titel Sing meinen Song – Das Weihnachtskonzert zusammen. Schauplatz des Weihnachtskonzerts war wieder die Skihütte in Ellmau in Österreich. Das Konzept der Sendung wurde ebenfalls nicht geändert. Jeder Künstler sang zwei Weihnachtslieder; zunächst ein Weihnachtslied, das einer der anderen Teilnehmer für ihn ausgewählt hatte, dann sein persönliches Lieblings-Weihnachtslied. Die Ausstrahlung der Sendung erfolgte am 15. Dezember 2015.
| Künstler          | Titel                                                      |
| ----------------- | ---------------------------------------------------------- |
| Christina Stürmer | Merry X-Mas Everybody, Weihnacht ist neama weit            |
| Hartmut Engler    | Angels from the Realms of Glory, Es schneielet, es beielet |
| Andreas Bourani   | Maria durch ein Dornwald ging, White Christmas             |
| Die Prinzen       | Sind die Lichter angezündet, I Believe in Father Christmas |
| Xavier Naidoo     | Little Drummer Boy, The Power of Love                      |
| Daniel Wirtz      | It’s Christmas Time, Fairytale of New York                 |
| Yvonne Catterfeld | Hark! The Herald Angels Sing, Let It Snow                  |

### Dritte Staffel
Die Mitwirkenden der dritten Staffel fanden sich ebenfalls wie seine Vorgänger wieder zu einem Weihnachtskonzert am selben Treffpunkt und unter denselben Bedingungen statt. Eine Besonderheit bei diesem Weihnachtskonzertes war es, dass Nena und Samy Deluxe mit ihrem Duett Der Baron von Grinchhausen und Xavier Naidoo mit Ein neues Jahr neue Kompositionen präsentierten. The BossHoss spielten mit Riding Home eines ihrer eigenen Weihnachtslieder.
| Künstler           | Titel                                                                   |
| ------------------ | ----------------------------------------------------------------------- |
| Xavier Naidoo      | Ihr Kinderlein, kommet, Ein neues Jahr                                  |
| The BossHoss       | Merry Christmas Baby, Riding Home                                       |
| Nena               | Der Baron von Grinchhausen, Die Antwort weiß ganz allein der Wind       |
| Samy Deluxe        | (Sittin’ On) The Dock of the Bay, Sound the Trumpet (Christmas Is Here) |
| Annett Louisan     | Jingle Bells, River                                                     |
| Wolfgang Niedecken | Happy Xmas (War Is Over), Weihnachtsblues (Christmas Blues)             |
| Seven              | I’ll Be Home for Christmas, The First Nowell                            |

### Vierte Staffel
Das Weihnachtskonzert zur vierten Staffel wurde am 28. November 2017 ausgestrahlt. Wie bereits bei den Vorgängerstaffeln wurde das Konzert in der Nähe des Wilden Kaisers in Ellmau aufgezeichnet.
| Künstler                             | Titel                                                           |
| ------------------------------------ | --------------------------------------------------------------- |
| Mark Forster                         | Jingle Bells, Lulajże, Jezuniu                                  |
| Lena                                 | All I Want for Christmas Is You, Carol of the Bells             |
| Gentleman                            | The Power of Love, Santa Claus (Do You Ever Come to the Ghetto) |
| Stefanie Kloß                        | Oh Holy Night                                                   |
| Stefanie Kloß & Mark Forster         | Dezember                                                        |
| Michael Patrick Kelly                | Forever Young                                                   |
| Moses Pelham & Michael Patrick Kelly | Wir sind eins (sagt ihr)                                        |
| Lena & Michael Patrick Kelly         | Don’t Give Up                                                   |
| The Boss Hoss                        | Ave Maria, Earth Song                                           |
| Moses Pelham                         | All Is Full of Love                                             |

### Fünfte Staffel
Das Weihnachtskonzert zur fünften Staffel wurde am 27. November 2018 ausgestrahlt. Wie bereits bei den Vorgängerstaffeln wurde das Konzert in der Nähe des Wilden Kaisers in Ellmau aufgezeichnet.
| Künstler                            | Titel                                                         |
| ----------------------------------- | ------------------------------------------------------------- |
| Mark Forster                        | White Christmas, Last Christmas                               |
| Johannes Strate                     | This Is the New Year, In der Weihnachtsbäckerei               |
| Marian Gold                         | Love Will Find a Way, Starman                                 |
| Mary Roos                           | Lass es schneien, Home for Christmas                          |
| Rea Garvey                          | Perfect Day                                                   |
| Leslie Clio                         | Wonderful Dream (Holidays Are Coming), What a Wonderful World |
| Leslie Clio & Rea Garvey            | Fairytale of New York                                         |
| Judith Holofernes                   | Love the One You’re With                                      |
| Judith Holofernes & Johannes Strate | Baby, It’s Cold Outside                                       |

### Sechste Staffel
Das Weihnachtskonzert zur sechsten Staffel wurde am 26. November 2019 ausgestrahlt. Das Konzert wurde in Potsdam aufgezeichnet.
| Künstler                                 | Titel                                           |
| ---------------------------------------- | ----------------------------------------------- |
| Álvaro Soler                             | It’s Beginning to Look a Lot Like Christmas     |
| Jennifer Haben & Johannes Oerding        | Auld Lang Syne                                  |
| Jeanette Biedermann & Milow              | Winter                                          |
| Wincent Weiss                            | Fröhliche Weihnachten                           |
| Johannes Oerding & Michael Patrick Kelly | Hope (Hoffnung)                                 |
| Milow                                    | All the Lights                                  |
| Jennifer Haben & Álvaro Soler            | When You Wish upon a Star                       |
| Jeanette Biedermann                      | Please Come Home for Christmas                  |
| Johannes Oerding                         | Ich komm nach Haus (Wenn das Jahr zu Ende geht) |
| Wincent Weiss & Álvaro Soler             | Have Yourself a Merry Little Christmas          |
| Michael Patrick Kelly                    | If I Should Fall Behind                         |
| Alle Künstler                            | Ich will noch nicht nach Hause                  |

## Sonderausgaben

### Die Songs des Abends
Am 14. Juli 2015, eine Woche nach der Erstausstrahlung der letzten Folge der zweiten Staffel von Sing meinen Song, sendete VOX eine Spezialausgabe des Tauschkonzertes unter dem Titel Songs des Abends, in der alle bisherigen Lieder gezeigt wurden, die in den beiden Staffeln der Fernsehsendung zum sogenannten Song des Abends gewählt wurden. In den 14 Folgen der bisherigen zwei Staffeln wurden 23 Lieder zum Song des Abends gewählt, da in vielen Folgen zwei Lieder diese Auszeichnung erhielten.
| Künstler          | Titel                                     |
| ----------------- | ----------------------------------------- |
| Xavier Naidoo     | Auf uns                                   |
| Sarah Connor      | Keiner ist wie du                         |
| Daniel Wirtz      | Du hast mein Herz gebrochen               |
| Andreas Bourani   | Für dich                                  |
| Gregor Meyle      | So liab hob i di                          |
| Xavier Naidoo     | Amoi seg’ ma uns wieder                   |
| Christina Stürmer | Mon Amour                                 |
| Yvonne Catterfeld | L.M.A.A. – Leck mich am Arsch             |
| Sasha             | Zieh die Schuhe aus                       |
| Xavier Naidoo     | Mitten unterm Jahr                        |
| Daniel Wirtz      | Nie genug                                 |
| Sarah Connor      | I Feel Lonely                             |
| Christina Stürmer | Wieder am Leben                           |
| Hartmut Engler    | Freiheit                                  |
| Die Prinzen       | Wenn du schläfst                          |
| Xavier Naidoo     | Quietly                                   |
| Gregor Meyle      | Sunday Lover                              |
| Daniel Wirtz      | Wenn sie diesen Tango hört                |
| Sasha             | From Zero to Hero                         |
| Sandra Nasić      | Bounce                                    |
| Yvonne Catterfeld | Medley (Küssen verboten/Alles mit’m Mund) |
| Andreas Bourani   | Schlaflied                                |
| Andreas Gabalier  | Dieser Weg                                |

### Best of Duette
Am 7. Juni 2016, eine Woche nach der Erstausstrahlung der letzten Folge der dritten Staffel von Sing meinen Song, sendete VOX eine Spezialausgabe des Tauschkonzertes unter dem Titel Best of Duette, in der alle bisherigen Duette gezeigt wurden, die in den drei Staffeln der Fernsehsendung gesungen wurden. Einzig das Duett der Sing-meinen-Song-Allstars mit dem Titel Und wenn dein Lied wurde nicht gezeigt.
| Künstler                            | Titel                               |
| ----------------------------------- | ----------------------------------- |
| Allstars (2. Staffel)               | Auf uns                             |
| Wolfgang Niedecken & Xavier Naidoo  | Songs sinn Dräume                   |
| Sarah Connor & Sasha                | From Zero to Hero                   |
| Die Prinzen & Christina Stürmer     | Alles nur geklaut                   |
| Seven & Xavier Naidoo               | Go Slow                             |
| Sandra Nasić & Gregor Meyle         | Sunday Lover                        |
| Andreas Bourani & Yvonne Catterfeld | Hey                                 |
| Samy Deluxe & The BossHoss          | Superheld                           |
| Daniel Wirtz & Xavier Naidoo        | Frei                                |
| Wolfgang Niedecken & Nena           | Do kanns zaubre                     |
| Sandra Nasić und Andreas Gabalier   | Lords of the Boards                 |
| Annett Louisan & Samy Deluxe        | Stell’ dir vor, dass unten oben ist |
| Xavier Naidoo & Hartmut Engler      | Freiheit                            |
| Nena & Samy Deluxe                  | Berufsjugendlich                    |
| Christina Stürmer & Daniel Wirtz    | Nie genug                           |
| Roger Cicero & Xavier Naidoo        | Wovon träumst du nachts?            |
| The BossHoss & Annett Louisan       | Close                               |
| Andreas Gabalier & Xavier Naidoo    | Amoi seg’ ma uns wieder             |
| Allstars (3. Staffel)               | Kommst du mit nach Afrika           |

### Xavier Naidoo – Meine Tauschkonzerte
Im Anschluss an das Weihnachtskonzert der dritten Staffel zeigte VOX mit Xavier Naidoo – Meine Tauschkonzerte eine zweistündige Spezialausgabe zum Abschied Naidoos. Zusammen mit den neuen Moderatoren The BossHoss blickte er auf die schönsten Momente der drei Staffeln. Des Weiteren wurden The BossHoss, Annett Louisan und Nena in der Zeit nach dem Tauschkonzert begleitet und hier in der Spezialausgabe gezeigt.

### Die Premieren
Am 18. Juli 2017, eine Woche nach der Erstausstrahlung der letzten Folge der vierten Staffel von Sing meinen Song, sendete VOX eine Spezialausgabe des Tauschkonzertes unter dem Titel Die Premieren. Hier wurden Auftritte aus allen bisherigen Staffeln vorgestellt, die für den jeweiligen Künstler eine „Fernseh-Premiere“ darstellten. So interpretierten mehrere Künstler erstmals einen Song in deutscher Sprache, Nena rappte zum ersten Mal und Wolfgang Niedecken sang zum ersten Mal auf Hochdeutsch.
| Künstler              | Titel / Original-Interpret                      |
| --------------------- | ----------------------------------------------- |
| Sasha                 | Zieh die Schuh aus (Roger Cicero)               |
| Nena                  | Fantasie (Samy Deluxe)                          |
| Michael Patrick Kelly | Flüsterton (Mark Forster)                       |
| The BossHoss          | Leuchtturm (Nena)                               |
| Xavier Naidoo         | Amoi seg’ ma uns wieder (Andreas Gabalier)      |
| Yvonne Catterfeld     | LMAA (Daniel Wirtz)                             |
| Samy Deluxe           | Kristallnacht (BAP)                             |
| Sarah Connor          | Keiner ist wie du (Gregor Meyle)                |
| Seven                 | 99 Luftballons (Nena)                           |
| Gregor Meyle          | Sunday Lover (Guano Apes)                       |
| Daniel Wirtz          | Du hast mein Herz gebrochen (Yvonne Catterfeld) |
| Lena Meyer-Landrut    | Du liebst mich nicht (Sabrina Setlur)           |
| Xavier Naidoo         | Quietly (Guano Apes)                            |
| Wolfgang Niedecken    | Bis die Sonne raus kommt (Samy Deluxe)          |
| Gentleman             | Ich trink auf dich (Mark Forster)               |
| Roger Cicero          | I sing a Liad für di (Andreas Gabalier)         |
| Moses Pelham          | M zum O / Sex on Legs (The BossHoss)            |

### Ich trink auf dich, mein Freund! – Die Tauschkonzert-Story
Im Anschluss an das Weihnachtskonzert der vierten Staffel ließen Mark Forster und Gentleman die vierte Staffel von Sing meinen Song Revue passieren.

### Die emotionalen Momente
Am 1. Mai 2018 zeigte VOX eine Sonderausgabe mit den emotionalsten Momenten der ersten vier Staffeln und Leslie Clios Auftritt mit Halt dich an mir fest aus der fünften Staffel.
| Künstler                       | Titel / Original-Interpret                     |
| ------------------------------ | ---------------------------------------------- |
| Mark Forster                   | Irgendwas bleibt (Silbermond)                  |
| Daniel Wirtz                   | Wenn sie diesen Tango hört (Pur)               |
| Xavier Naidoo                  | Du bist das Licht (Gregor Meyle)               |
| Moses Pelham & Stefanie Kloß   | Meine Heimat (Home) (Lena Meyer-Landrut)       |
| Yvonne Catterfeld              | Hey (Andreas Bourani)                          |
| Gentleman                      | Shake Away (Michael Patrick Kelly)             |
| Annett Louisan                 | City of Gold (Seven)                           |
| Mark Forster                   | Satellite (Lena Meyer-Landrut)                 |
| Nena                           | Du kannst zaubern (BAP)                        |
| Xavier Naidoo                  | Amoi seg’ ma uns wieder (Andreas Gabalier)     |
| Leslie Clio                    | Halt dich an mir fest (Revolverheld)           |
| Andreas Bourani                | Für dich (Yvonne Catterfeld)                   |
| Stefanie Kloß                  | An Angel (The Kelly Family)                    |
| Samy Deluxe                    | Kristallnacht (BAP)                            |
| Lena Meyer-Landrut             | Mama (The Kelly Family)                        |
| Roger Cicero                   | So soll es sein (Gregor Meyle)                 |
| Yvonne Catterfeld              | Geweint vor Glück (Pur)                        |
| Wolfgang Niedecken             | Was wir alleine nicht schaffen (Xavier Naidoo) |
| Michael Patrick Kelly          | Memories (Gentleman)                           |
| Sarah Connor                   | Keiner ist wie du (Gregor Meyle)               |
| Annett Louisan                 | Close (The BossHoss)                           |
| Gentleman                      | Ich trink auf dich (Mark Forster)              |
| Xavier Naidoo                  | Auf uns (Andreas Bourani)                      |
| Seven                          | Du fehlst mir so (Annett Louisan)              |
| Andreas Gabalier               | Dieser Weg (Xavier Naidoo)                     |
| Moses Pelham & Cassandra Steen | Symphonie (Silbermond)                         |
| Christina Stürmer              | Pendel (Yvonne Catterfeld)                     |
| The BossHoss                   | Superheld (Samy Deluxe)                        |
| Hartmut Engler                 | Freiheit (Söhne Mannheims)                     |
| Sarah Connor                   | I Feel Lonely (Sasha)                          |
| Michael Patrick Kelly          | Flüsterton (Mark Forster)                      |
| Andreas Bourani                | Schlaflied (Die Prinzen)                       |

### Die Songs des Abends
Am 2. Juli 2019 stellte VOX in einer Sonderausgabe die „Songs des Abends“ aus den ersten sechs Staffeln vor.
| Künstler                     | Titel / Original-Interpret                              |
| ---------------------------- | ------------------------------------------------------- |
| Daniel Wirtz                 | Du hast mein Herz gebrochen (Yvonne Catterfeld)         |
| Gentleman                    | Shake Away (Michael Patrick Kelly)                      |
| Gregor Meyle                 | Sunday Lover (Guano Apes)                               |
| Michael Patrick Kelly        | Heimat (Johannes Oerding)                               |
| Wolfgang Niedecken           | Was wir alleine nicht schaffen (Xavier Naidoo)          |
| Sarah Connor                 | Keiner ist wie du (Gregor Meyle)                        |
| The BossHoss                 | Flash mich (Mark Forster)                               |
| Rea Garvey                   | Guten Tag (Wir sind Helden)                             |
| Xavier Naidoo                | Amoi seg’ ma uns wieder (Andreas Gabalier)              |
| Milow                        | Musik sein (Wincent Weiss)                              |
| Moses Pelham & Stefanie Kloß | Meine Heimat (Lena Meyer-Landrut)                       |
| Yvonne Catterfeld            | Medley (Küssen verboten/Alles mit’m Mund) (Die Prinzen) |
| Michael Patrick Kelly        | Memories (Gentlemen)                                    |
| Hartmut Engler               | Freiheit (Söhne Mannheims)                              |
| Mark Forster                 | Satellite (Lena Meyer-Landrut)                          |
| Álvaro Soler                 | 1 mit dir (Jeanette Biedermann)                         |
| Sasha                        | From Zero to Hero (Sarah Connor)                        |
| Stefanie Kloß                | Liberty of Action (The BossHoss)                        |
| Daniel Wirtz                 | Wenn sie diesen Tango hört (Hartmut Engler)             |
| Mark Forster                 | Bow before you (Rea Garvey)                             |
| Nena                         | Fantasie (Samy Deluxe)                                  |
| Michael Patrick Kelly        | Way Up High (Milow)                                     |
| Xavier Naidoo                | Auf uns (Andreas Bourani)                               |

### Die lustigsten Momente
Am 9. Juni 2020 präsentierte VOX die Sonderausgabe „Die lustigsten Momente“. Die Ausstrahlung geriet in die Kritik bei mehreren Medien, da in dieser Sonderausgabe erneut Xavier Naidoo zu sehen war, obwohl der Sender zuvor verkündet hatte, ihm nach seinen umstrittenen Auftritten und Aussagen keine Bühne mehr zu bieten. Der Sender rechtfertigte dies damit, dass er nur als Teilnehmer und nicht als auftretender Künstler gezeigt wurde. In den Sonderausgaben im Jahr 2021 wurden Szenen aus den ersten drei Staffeln mit Naidoo nicht mehr gezeigt.
| Künstler                        | Titel / Original-Interpret                        |
| ------------------------------- | ------------------------------------------------- |
| Gentleman                       | Beat to My Melody (Lena)                          |
| Johannes Oerding & Álvaro Soler | Kreise (Johannes Oerding)                         |
| Mark Forster                    | Das Werk des Cowboys ist nie getan (The BossHoss) |
| Max Giesinger & MoTrip          | So wie du bist (MoTrip)                           |
| Sarah Connor                    | Zuckerpuppen (Andreas Gabalier)                   |
| The BossHoss                    | Heart of a Rub-a-Dub (Gentleman)                  |
| Jeanette Biedermann             | Nie wieder Alkohol (Johannes Oerding)             |
| Jan Plewka                      | Better (Nico Santos & Lena)                       |
| Michael Patrick Kelly           | Stallion Batallion (The BossHoss)                 |

### Die besten Duette
Am 14. Juli 2020 präsentierte VOX die Sonderausgabe „Die besten Duette“.
| Künstler                               | Titel / Original-Interpret                                      |
| -------------------------------------- | --------------------------------------------------------------- |
| Gentleman & Lena Meyer-Landrut         | Superior (Gentleman)                                            |
| Álvaro Soler & Milow                   | Lay Your Worry Down (Milow)                                     |
| Lea & Max Giesinger                    | Für immer (Max Giesinger)                                       |
| Sarah Connor & Sasha                   | From Zero to Hero (Sarah Connor)                                |
| Andreas Bourani & Yvonne Catterfeld    | Hey (Andreas Bourani)                                           |
| The BossHoss & Michael Patrick Kelly   | No Fuzz, No Buzz, Back to Rock ’n’ Roll (Michael Patrick Kelly) |
| Rea Garvey & Johannes Strate           | Supergirl (Reamonn)                                             |
| The Bosshoss & Annett Louisan          | Close (The BossHoss)                                            |
| Max Giesinger & MoTrip                 | So wie du bist (MoTrip)                                         |
| Mark Forster & Gentleman               | Ich trink auf dich (Mark Forster)                               |
| Sandra Nasić & Gregor Meyle            | Sunday Lover (Guano Apes)                                       |
| Wolfgang Niedecken & Nena              | Do kanns zaubre (BAP)                                           |
| Milow & Wincent Weiss                  | Musik sein (Wincent Weiss)                                      |
| The Bosshoss & Moses Pelham            | M zum O (Moses Pelham)                                          |
| Michael Patrick Kelly & Ilse DeLange   | Love Goes On (The Common Linnets)                               |
| Christina Stürmer & Die Prinzen        | Alles nur geklaut (Die Prinzen)                                 |
| Mark Forster & Stefanie Kloß           | Irgendwas bleibt (Silbermond)                                   |
| Johannes Oerding & Jeanette Biedermann | Rock My Life (Jeanette)                                         |
| Ilse DeLange & Nico Santos             | Rooftop (Nico Santos)                                           |
| Michael Patrick Kelly & Stefanie Kloß  | An Angel (The Kelly Family)                                     |
| Judith Holofernes & Rea Garvey         | Guten Tag (Wir sind Helden)                                     |
| Jennifer Haben & Wincent Weiss         | Pläne (Wincent Weiss)                                           |
| Sandra Nasić & Andreas Gabalier        | Lords of the Boards                                             |
| Lena Meyer-Landrut & Moses Pelham      | Meine Heimat                                                    |

### Die besten Songs des Abends
Am 15. Juni 2021 präsentierte VOX die Sonderausgabe „Die besten Songs des Abends“. In dieser sowie den folgenden Ausgaben wurden die ersten drei Staffeln nicht berücksichtigt (siehe zur Kontroverse 2020).
| Künstler              | Titel / Original-Interpret               |
| --------------------- | ---------------------------------------- |
| MoTrip                | 80 Millionen (Max Giesinger)             |
| Milow                 | Musik sein (Wincent Weiss)               |
| Joris                 | Send a prayer (Gentleman)                |
| Rea Garvey            | Guten Tag (Judith Holofernes)            |
| Ilse DeLange          | Leiser (LEA)                             |
| Nura                  | Freedom (DJ BoBo)                        |
| Mark Forster          | Satellite (Lena)                         |
| Michael Patrick Kelly | Heimat (Johannes Oerding)                |
| LEA                   | Walk in Your shoes (Nico Santos)         |
| Ian Hooper            | Du (Joris)                               |
| Gentleman             | Beat to My Melody (Lena)                 |
| Ilse DeLange          | Home Is Where You Are (MoTrip)           |
| Johannes Oerding      | Diggin’ in the Dirt (Stefanie Heinzmann) |
| Mark Forster          | Irgendwas bleibt (Stefanie Kloß)         |
| Wincent Weiss         | Roundabouts (Michael Patrick Kelly)      |
| MoTrip                | Miracle (Ilse DeLange)                   |
| Stefanie Kloß         | Liberty of Action (The BossHoss)         |
| Gentleman             | Brother (Ian Hooper)                     |
| Mark Forster          | Bow before you (Rea Garvey)              |
| Michael Patrick Kelly | Memories (Gentleman)                     |
| Stefanie Heinzmann    | Babe (Nura)                              |
| The BossHoss          | Flash mich (Mark Forster)                |
| Johannes Oerding      | Sofia (Alvaro Soler)                     |
| DJ BoBo               | Unter einen Hut (Johannes Oerding)       |

### Die emotionalsten Momente
Am 22. Juni 2021 präsentierte VOX die Sonderausgabe „Die emotionalsten Momente“.
| Künstler              | Titel / Original-Interpret               |
| --------------------- | ---------------------------------------- |
| Michael Patrick Kelly | Love Goes on (Ilse DeLange)              |
| Ian Hooper            | Mama (Gentleman)                         |
| Stefanie Kloß         | An Angel (Michael Patrick Kelly)         |
| Nico Santos           | Mama (MoTrip)                            |
| Moses Pelham          | Meine Heimat (Lena)                      |
| MoTrip                | 80 Millionen (Max Giesinger)             |
| Johannes Oerding      | Hoffnung (Michael Patrick Kelly)         |
| Joris                 | Aileen (Ian Hooper)                      |
| Lena                  | Mama (Michael Patrick Kelly)             |
| Ilse DeLange          | Home Is Where You Are (MoTrip)           |
| Michael Patrick Kelly | Ich tanze leise (Wincent Weiss)          |
| Mark Forster          | Satellite (Lena)                         |
| LEA                   | Für immer (Max Giesinger)                |
| Álvaro Soler          | 1 mit dir (Jeanette Biedermann)          |
| Lena                  | Natalie (Mark Forster)                   |
| Ian Hooper            | Auf der Suche (Nura)                     |
| Ilse DeLange          | Holy (Michael Patrick Kelly)             |
| Stefanie Heinzmann    | Ungeschminkt (Johannes Oerding)          |
| Milow                 | As Good As It Gets (Jeanette Biedermann) |
| Gentleman             | Shake Away (Michael Patrick Kelly)       |
| LEA                   | Walk in Your shoes (Nico Santos)         |
| Jennifer Haben        | Niño perdido (Álvaro Soler)              |
| Max Giesinger         | Requiem (Michael Patrick Kelly)          |

### Die größten Party-Momente
Am 29. Juni 2021 präsentierte VOX die Sonderausgabe „Die größten Party-Momente“.
| Künstler                        | Titel / Original-Interpret                 |
| ------------------------------- | ------------------------------------------ |
| Nico Santos                     | Auf das, was da noch kommt (Max Giesinger) |
| Michael Patrick Kelly           | La cintura (Álvaro Soler)                  |
| Joris                           | There’s a Party (DJ BoBo)                  |
| The BossHoss                    | Heart of Rub-a-Dub (Gentleman)             |
| Rea Garvey                      | Stimme (Mark Forster)                      |
| Gentleman                       | Brother (Mighty Oaks)                      |
| LEA & Michael Patrick Kelly     | Friends are family (Michael Patrick Kelly) |
| Stefanie Kloß                   | Au revoir (Mark Forster)                   |
| Álvaro Soler & Johannes Oerding | Kreise (Johannes Oerding)                  |
| Nura                            | Intoxication (Gentleman)                   |
| Max Giesinger                   | Alles auf einmal (Jan Plewka)              |
| Michael Patrick Kelly           | Stallion Batallion (The BossHoss)          |
| DJ BoBo                         | On Fleek (Nura)                            |
| Álvaro Soler                    | Happiness (Michael Patrick Kelly)          |
| The BossHoss                    | Höha, schnella, weita (Moses Pelham)       |
| Joris                           | Send a Prayer (Gentleman)                  |
| LEA & Nico Santos               | The Great Escape (Ilse DeLange)            |
| Jeanette Biedermann             | Nie wieder Alkohol (Johannes Oerding)      |
| Gentleman                       | Beat to My melody (Lena)                   |
| Stefanie Heinzmann              | Love Is All around (DJ BoBo)               |
| Jan Plewka                      | Better (Nico Santos)                       |
| The BossHoss & Moses Pelham     | M zum O (The BossHoss)                     |
| Jeanette Biedermann             | Feuerwerk (Wincent Weiss)                  |
| Lena                            | Superior (Gentleman)                       |
| Nico Santos                     | Et Voilà (Michael Patrick Kelly)           |

### Die besten Duette (2021)
Am 6. Juli 2021 sendete VOX eine aktualisierte Sonderausgabe der besten Duette aus den Staffeln IV bis VIII unter dem Titel „Die besten Duette (2021)“.
| Künstler                                    | Titel / Original-Interpret                            |
| ------------------------------------------- | ----------------------------------------------------- |
| Max Giesinger & Lea                         | Für immer (Max Giesinger)                             |
| Milow & Álvaro Soler                        | Lay Your Worry Down (Milow)                           |
| Stefanie Heinzmann & Johannes Oerding       | Diggin’ in the Dirt (Stefanie Heinzmann)              |
| Gentleman & Lena Meyer-Landrut              | Superior (Gentleman)                                  |
| Rea Garvey & Johannes Strate                | Supergirl (Reamonn)                                   |
| MoTrip & Max Giesinger                      | So wie du bist (MoTrip)                               |
| Michael Patrick Kelly & Stefanie Kloß       | An Angel (The Kelly Family)                           |
| Ian Hooper & DJ BoBo                        | Storm (Mighty Oaks)                                   |
| Johannes Oerding & Álvaro Soler             | Kreise (Johannes Oerding)                             |
| Stefanie Kloß & Mark Forster                | Irgendwas bleibt (Silbermond)                         |
| Nico Santos & Ilse DeLange                  | Rooftop (Nico Santos)                                 |
| Nura & DJ BoBo                              | On Fleek (Nura)                                       |
| Mark Forster & Gentleman                    | Ich trink auf dich (Mark Forster)                     |
| Lea & Jan Plewka                            | Monster (LEA)                                         |
| Wincent Weiss & Milow                       | Musik sein (Wincent Weiss)                            |
| Judith Holofernes & Rea Garvey              | Guten Tag (Wir sind Helden)                           |
| Joris & Gentleman                           | Im Schneckenhaus (JORIS)                              |
| Ilse DeLange & Michael Patrick Kelly        | Love Goes On (The Common Linnets)                     |
| The BossHoss & Moses Pelham                 | M zum O / Sex on Legs (The BossHoss)                  |
| Michael Patrick Kelly & Jeanette Biedermann | iD (Michael Patrick Kelly)                            |
| DJ BoBo & Stefanie Heinzmann                | Love Is All Around (DJ BoBo)                          |
| Lena Meyer-Landrut & Moses Pelham           | Meine Heimat / Home (Lena)                            |
| Jeanette Biedermann & Johannes Oerding      | Rock My Life (Jeanette)                               |
| Michael Patrick Kelly & The BossHoss        | No Fuzz, No Buzz, Back to Rock ’n’ Roll (Paddy Kelly) |
| Jan Plewka & Nico Santos                    | Wir werden uns wiedersehen (Selig)                    |
| Gentleman & Johannes Oerding                | Time Out (Gentleman)                                  |

### Große Songs, neu geboren (2023)
Zum Abschluss der 10. Staffel sendete VOX am 13. Juni 2023 die Folge Große Songs, neu geboren.
| Künstler              | Titel / Original-Interpret          |
| --------------------- | ----------------------------------- |
| Elif                  | Chicago (Clueso)                    |
| Max Giesinger         | Calm After the Storm (Ilse DeLange) |
| Johannes Oerding      | Sofía (Alvaro Soler)                |
| Mark Forster          | Bow Before You (Rea Garvey)         |
| Moses Pelham          | You Remember (Gentleman)            |
| Ilse DeLange          | Leiser (Lea)                        |
| SDP                   | Amaranth (Floor Jansen)             |
| MoTrip                | 80 Millionen (Max Giesinger)        |
| Rea Garvey            | Stimme (Mark Forster)               |
| Kelvin Jones          | Kurz für immer bleiben (SDP)        |
| Milow                 | Musik sein (Wincent Weiss)          |
| Nico Santos           | Et Voilà (Michael Patrick Kelly)    |
| Stefanie Kloß         | It No Pretty (Gentleman)            |
| Clueso                | Love to Go (Kelvin Jones)           |
| Stefanie Heinzmann    | Ungeschminkt (Johannes Oerding)     |
| MoTrip                | Miracle (Ilse DeLange)              |
| Mark Forster          | Irgendwas bleibt (Stefanie Kloß)    |
| SDP                   | F*ck Baby, I’m In Love (Lotte)      |
| Jeanette Biedermann   | iD (Michael Patrick Kelly)          |
| Michael Patrick Kelly | Wenn sie tanzt (Max Giesinger)      |
| Stefanie Kloß         | Au revoir (Mark Forster)            |
| Elif                  | Alles brennt (Johannes Oerding)     |

## Die Künstlerstories
Nach jeder regulären Folge des Tauschkonzerts zeigte Vox in der Sendung Sing meinen Song – Die Künstlerstories ein halbstündiges Künstler-Porträt. In den ersten fünf Staffeln führte Jeannine Michaelsen durch die Sendung. In den Staffeln 6 und 7 übernahm Annie Hoffmann diese Aufgabe. Seit Staffel 8 kümmert sich Laura Dahm um die Künstlerstories.

## Diskografie
| Jahr | Titel Musiklabel                                                    | Höchstplatzierung, Gesamtwochen, AuszeichnungChartplatzierungen (Jahr, Titel, Musiklabel, Platzierungen, Wochen, Auszeichnungen, Anmerkungen) | Höchstplatzierung, Gesamtwochen, AuszeichnungChartplatzierungen (Jahr, Titel, Musiklabel, Platzierungen, Wochen, Auszeichnungen, Anmerkungen) | Höchstplatzierung, Gesamtwochen, AuszeichnungChartplatzierungen (Jahr, Titel, Musiklabel, Platzierungen, Wochen, Auszeichnungen, Anmerkungen) | Anmerkungen                                                 |
| Jahr | Titel Musiklabel                                                    | DE | AT | CH | Anmerkungen                                                 |
| ---- | ------------------------------------------------------------------- | --- | --- | --- | ----------------------------------------------------------- |
| 2014 | Sing meinen Song – Das Tauschkonzert XN-Tertainment                 | DE1 ×2Doppelplatin · (62 Wo.)DE | AT1 Platin · (43 Wo.)AT | CH3 (31 Wo.)CH | Erstveröffentlichung: 16. Mai 2014 Verkäufe: + 415.000      |
| 2014 | Sing meinen Song – Das Weihnachtskonzert XN-Tertainment             | DE4 Platin · (9 Wo.)DE | AT1 ×2Doppelplatin · (13 Wo.)AT | CH3 (4 Wo.)CH | Erstveröffentlichung: 5. Dezember 2014 Verkäufe: + 230.000  |
| 2015 | Sing meinen Song – Das Tauschkonzert, Vol. 2 XN-Tertainment         | DE1 Platin · (37 Wo.)DE | AT1 Gold · (21 Wo.)AT | CH2 (15 Wo.)CH | Erstveröffentlichung: 5. Juni 2015 Verkäufe: + 207.500      |
| 2015 | Sing meinen Song – Das Weihnachtskonzert, Vol. 2 XN-Tertainment     | DE4 (4 Wo.)DE | AT4 (3 Wo.)AT | CH12 (4 Wo.)CH | Erstveröffentlichung: 4. Dezember 2015                      |
| 2016 | Sing meinen Song – Das Tauschkonzert, Vol. 3 XN-Tertainment         | DE2 Gold · (20 Wo.)DE | AT5 Gold · (12 Wo.)AT | CH3 (12 Wo.)CH | Erstveröffentlichung: 29. April 2016 Verkäufe: + 107.500    |
| 2016 | Sing meinen Song – Das Weihnachtskonzert, Vol. 3 XN-Tertainment     | DE15 (3 Wo.)DE | AT15 (2 Wo.)AT | CH17 (3 Wo.)CH | Erstveröffentlichung: 9. Dezember 2016                      |
| 2017 | Sing meinen Song – Das Tauschkonzert, Vol. 4 Tonpool                | DE1 Platin · (34 Wo.)DE | AT1 (13 Wo.)AT | CH2 (14 Wo.)CH | Erstveröffentlichung: 9. Juni 2017 Verkäufe: + 200.000      |
| 2017 | Sing meinen Song – Das Weihnachtskonzert, Vol. 4 Music for Millions | DE1 Gold · (6 Wo.)DE | AT1 (4 Wo.)AT | CH8 (5 Wo.)CH | Erstveröffentlichung: 28. November 2017 Verkäufe: + 100.000 |
| 2018 | Sing meinen Song – Das Tauschkonzert, Vol. 5 Tonpool                | DE3 (15 Wo.)DE | AT9 (10 Wo.)AT | CH13 (9 Wo.)CH | Erstveröffentlichung: 11. Mai 2018                          |
| 2018 | Sing meinen Song – Das Weihnachtskonzert, Vol. 5 Tonpool            | DE21 (5 Wo.)DE | AT30 (4 Wo.)AT | CH62 (1 Wo.)CH | Erstveröffentlichung: 27. November 2018                     |
| 2019 | Sing meinen Song – Das Tauschkonzert, Vol. 6 Tonpool                | DE3 (25 Wo.)DE | AT3 (9 Wo.)AT | CH3 (12 Wo.)CH | Erstveröffentlichung: 24. Mai 2019                          |
| 2019 | Sing meinen Song – Die Weihnachtsparty Vol. 6 Tonpool               | DE13 (5 Wo.)DE | AT23 (3 Wo.)AT | CH32 (3 Wo.)CH | Erstveröffentlichung: 26. November 2019                     |
| 2020 | Sing meinen Song – Das Tauschkonzert, Vol. 7 Tonpool                | DE1 Gold · (31 Wo.)DE | AT1 (13 Wo.)AT | CH1 (15 Wo.)CH | Erstveröffentlichung: 22. Mai 2020 Verkäufe: + 100.000      |
| 2021 | Sing meinen Song – Das Tauschkonzert, Vol. 8 Tonpool                | DE2 (15 Wo.)DE | AT5 (9 Wo.)AT | CH5 (13 Wo.)CH | Erstveröffentlichung: 7. Mai 2021                           |
| 2022 | Sing meinen Song – Das Tauschkonzert, Vol. 9 Tonpool                | DE4 (14 Wo.)DE | AT10 (6 Wo.)AT | CH17 (7 Wo.)CH | Erstveröffentlichung: 13. Mai 2022                          |
| 2023 | Sing meinen Song – Das Tauschkonzert, Vol. 10 Tonpool               | DE2 (12 Wo.)DE | AT11 (5 Wo.)AT | CH14 (6 Wo.)CH | Erstveröffentlichung: 19. Mai 2023                          |
| 2024 | Sing meinen Song – Das Tauschkonzert, Vol. 11 Tonpool               | DE4 (5 Wo.)DE | AT12 (2 Wo.)AT | CH33 (1 Wo.)CH | Erstveröffentlichung: 17. Mai 2024                          |
| 2025 | Sing meinen Song – Das Tauschkonzert, Vol. 12 Tonpool               | DE6 (6 Wo.)DE | AT24 (1 Wo.)AT | — | Erstveröffentlichung: 16. Mai 2025                          |

## Auszeichnungen
- 2014: Deutscher Fernsehpreis für Beste Unterhaltung[72]
- 2015: ECHO für die Produzenten VOX und Talpa Germany in der Kategorie Partner des Jahres und ein weiterer ECHO für Michael Herberger, den Produzenten des Albums
- 2015: Echo-Nominierung in der Kategorie Album des Jahres
- 2015: Nominierung für den Grimme-Preis in der Kategorie Unterhaltung
- 2015: Bambi für Musik National für die Künstler der zweiten Staffel
- 2016: Echo-Nominierung in der Kategorie Album des Jahres
- 2018: Nominierung für den Deutschen Fernsehpreis für Beste Unterhaltung Primetime[73]
- 2018: Auszeichnung mit der Goldenen Kamera als Beste Show